# Esslingen am Neckar

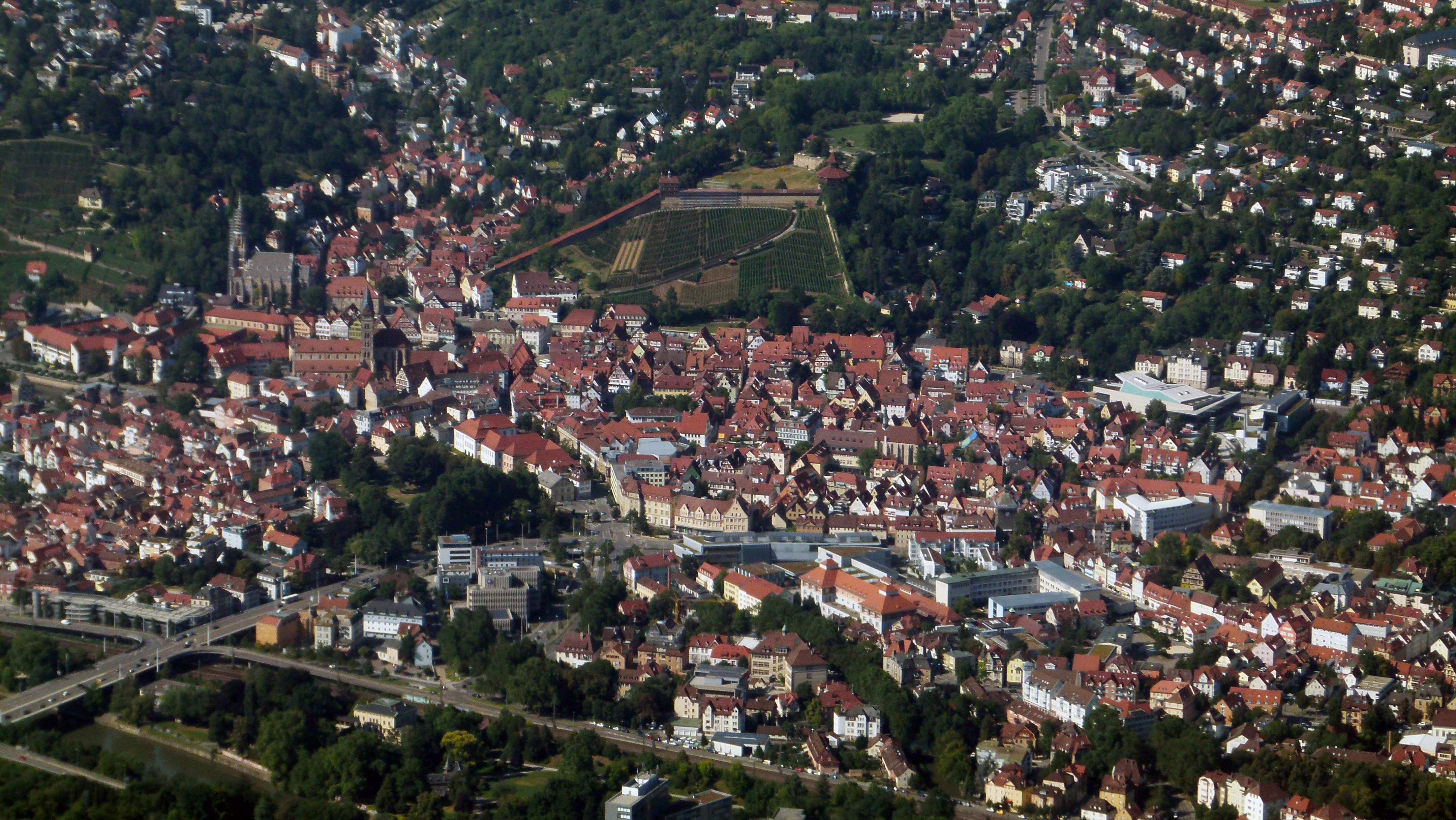
Blick auf die Altstadt aus der Luft

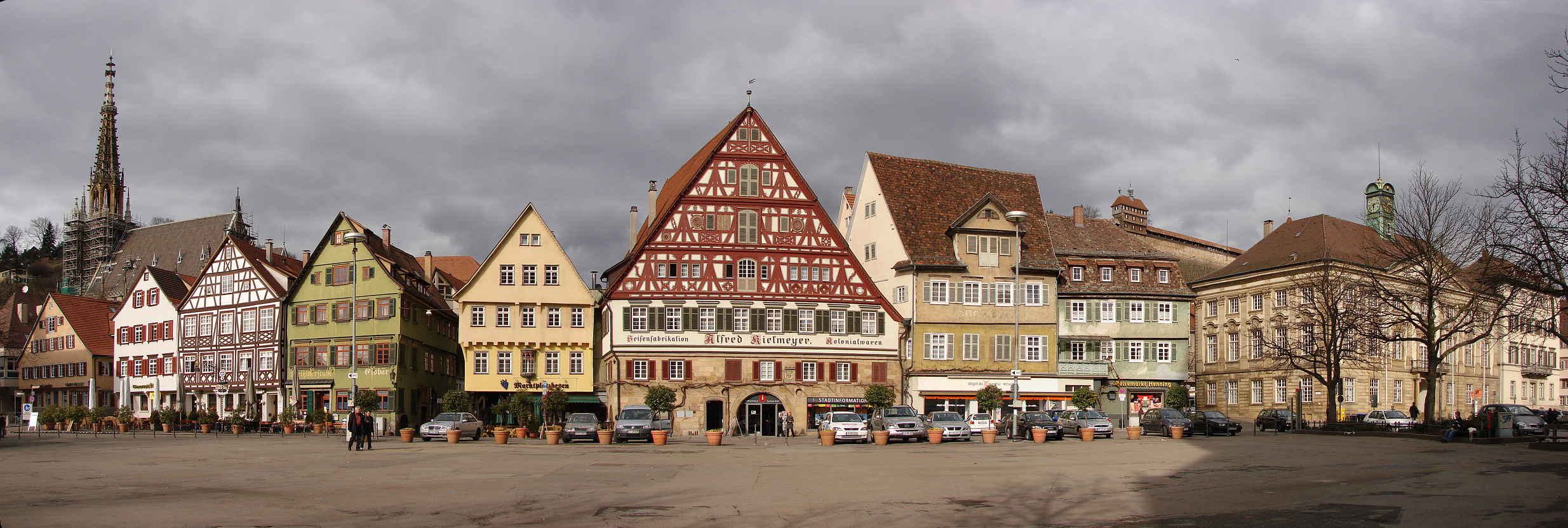
Esslingen Marktplatz

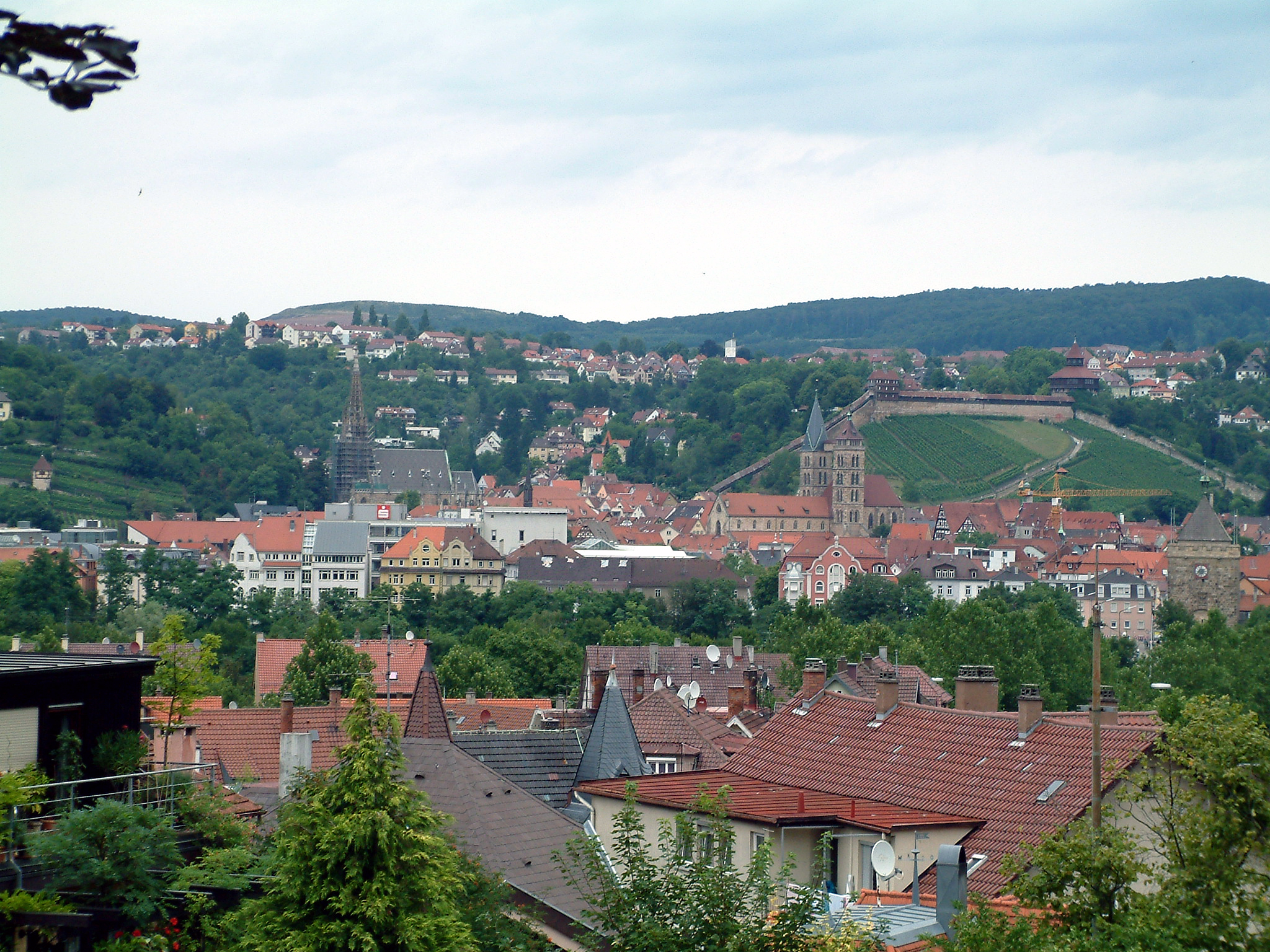
Blick auf die Altstadt und Burg aus der Pliensauvorstadt

Esslingen am Neckar ([ˈɛslɪŋən am ˈnɛkaʁ], schwäbisch Esslenga [ˈeslẽŋɐ], bis 16. Oktober 1964 amtlich Eßlingen am Neckar) ist eine Große Kreisstadt mit 96.182 Einwohnern (31. Dezember 2024) im baden-württembergischen Landkreis Esslingen. Die Stadt ist hinsichtlich der Bevölkerung die zehntgrößte Stadt Baden-Württembergs. Die Stadt Esslingen am Neckar liegt inmitten der Region Stuttgart innerhalb des gleichnamigen Regierungsbezirks, etwa zehn Kilometer südöstlich der Stadtmitte der Landeshauptstadt. Sie ist Sitz des Landratsamtes Esslingen und bevölkerungsreichste Stadt des Landkreises. Für die umliegenden Gemeinden bildet Esslingen ein Mittelzentrum. Die Einwohner haben den Necknamen Zwieblinger.
Erstmals im 8. Jahrhundert urkundlich erwähnt war Esslingen seit 1181 Freie Reichsstadt. 1803 verlor die Stadt ihre Unabhängigkeit und wurde in das Herzogtum Württemberg eingegliedert. Die Industrialisierung im 19. Jahrhundert führte zu einem wirtschaftlichen Aufschwung und prägte das Bild der Stadt.
Der baden-württembergische Abschnitt der Deutschen Fachwerkstraße führt durch die Stadt.

## Geographie

### Geographische Lage

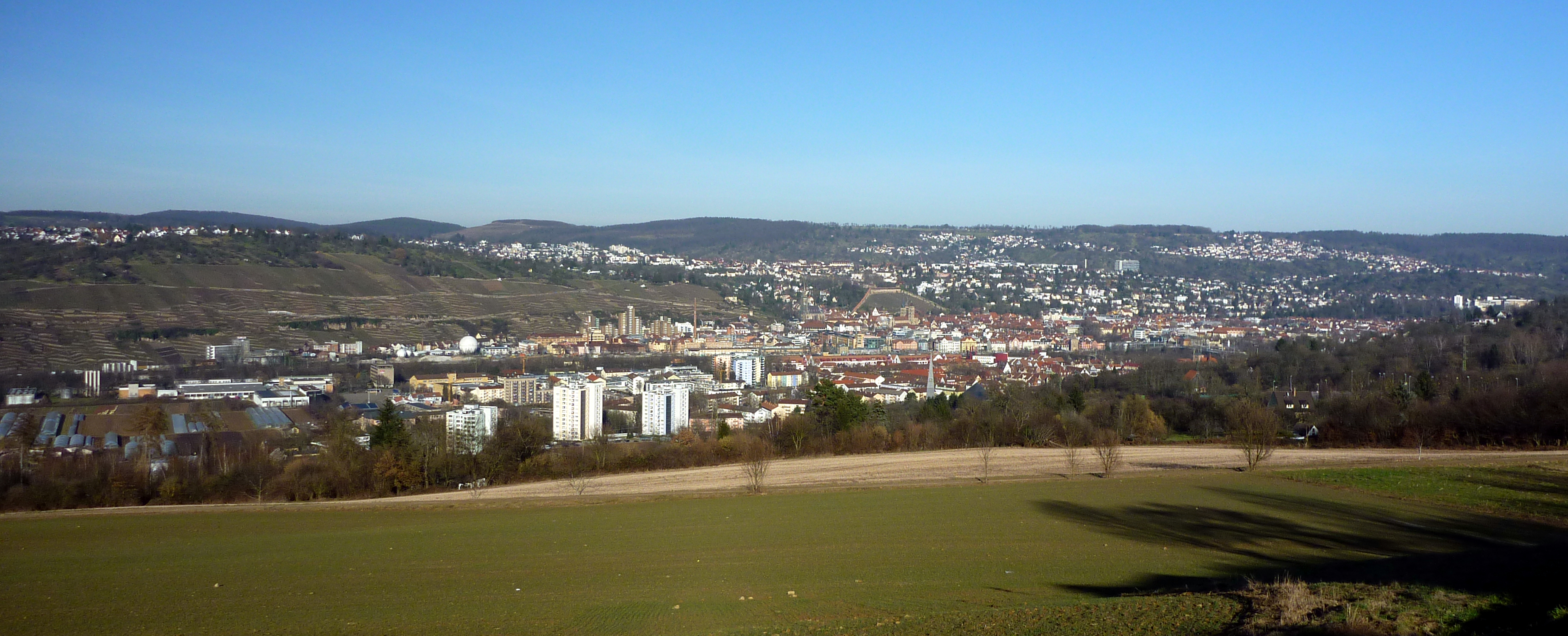
Esslingen am Neckar (2011)

Esslingen am Neckar liegt an einer Engstelle des Neckartals südöstlich von Stuttgart. Der Fluss durchquert das Stadtgebiet von Südosten nach Nordwesten, wobei die Altstadt nördlich davon liegt. Hier befindet sich auch die Staustufe Esslingen. Aus der Gemeinde Altbach kommend, berührt der Neckar zunächst den Stadtteil Zell und verlässt das Stadtgebiet zwischen den Stadtteilen Mettingen und Weil in Richtung Stuttgart. Esslingen am Neckar reicht im Osten in die Höhe des Schurwaldes, im Süden reichen die Ausläufer bis zur Filderebene.
Die Stadt erstreckt sich über eine Höhenlage von 230 Meter im Neckartal bis 498 Meter im Schurwald.

### Flächennutzung
Esslingen hat eine Gemarkungsfläche von 4643 Hektar. Davon bestehen 1193 Hektar aus Wald und 112 Hektar aus Gewässern. Auf 93 Hektar werden Weinreben angebaut, die dem Weinbaugebiet Württemberg angehören. 1662 Hektar sind bebaute Grundstücke, auf denen die etwa 90.000 Einwohner leben, mit Straßen, Plätzen, Wegen und Eisenbahn.

### Nachbargemeinden
Folgende Städte und Gemeinden grenzen an die Stadt Esslingen am Neckar, sie werden im Uhrzeigersinn beginnend im Norden genannt:
Kernen im Remstal (Rems-Murr-Kreis), Aichwald, Baltmannsweiler, Plochingen, Altbach, Deizisau, Denkendorf und Ostfildern (alle Landkreis Esslingen) sowie Stuttgart (Stadtkreis).

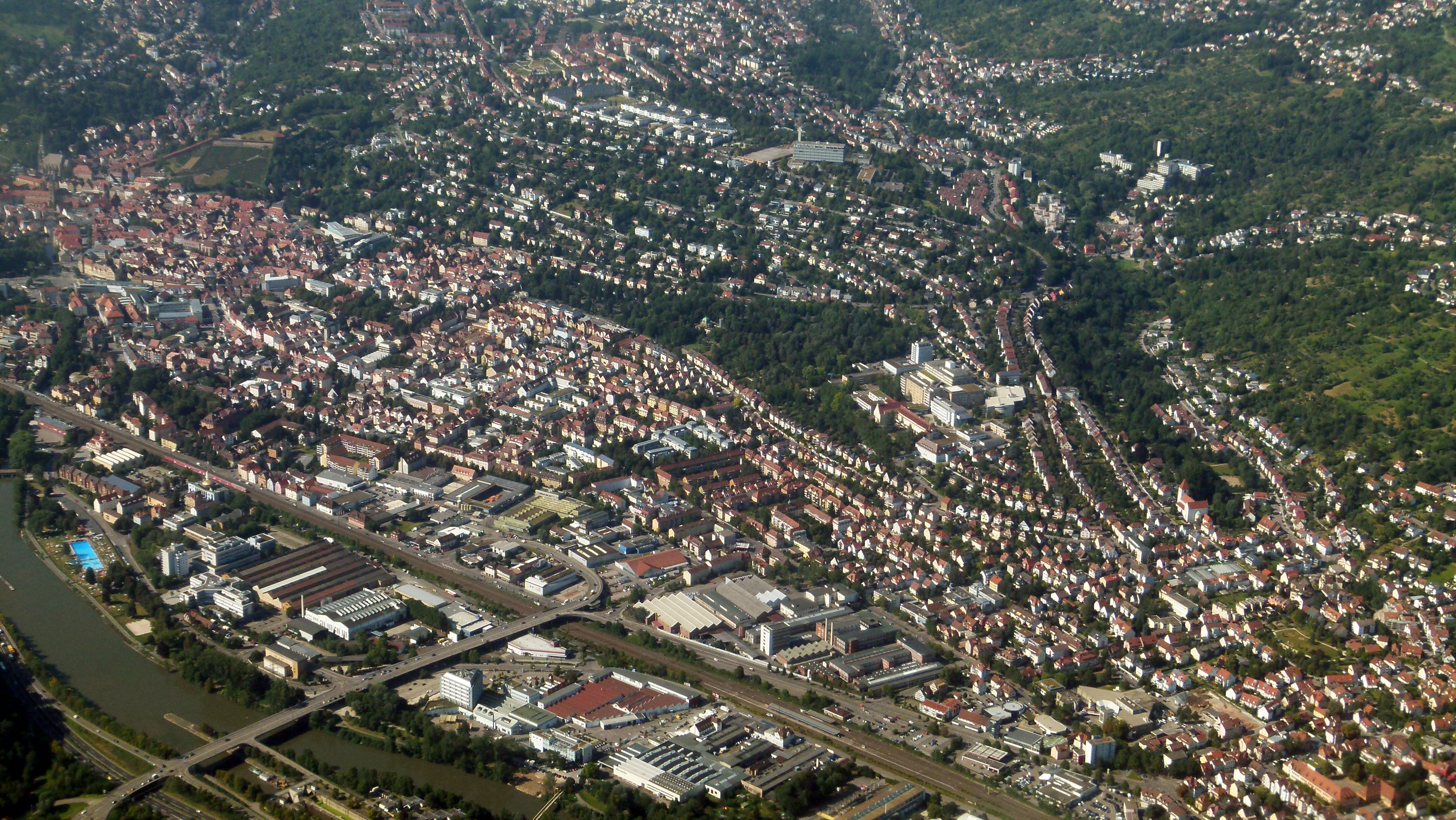
Gesamtansicht von Esslingen

### Stadtgliederung
Die Stadt besteht aus folgenden 24 Stadtteilen:
Berkheim, Brühl, Hegensberg, Hohenkreuz, Innenstadt, Kennenburg, Kimmichsweiler/Oberhof, Krummenacker, Liebersbronn, Mettingen, Neckarhalde, Oberesslingen, Obertal, Pliensauvorstadt, Rüdern, Serach, Sankt Bernhardt, Sirnau, Sulzgries, Wäldenbronn, Weil, Wiflingshausen, Zell, Zollberg.
Zu Esslingen gehört ferner die Exklave Stadtwald Esslingen am Neckar Stiftswald Katzenbacher Hof im Stadtgebiet Stuttgart (48° 44′ 41,24″ N, 9° 3′ 41,69″ O).

### Raumplanung
Esslingen ist ein Mittelzentrum innerhalb der Region Stuttgart, deren Oberzentrum die Stadt Stuttgart ist. Zum Mittelbereich Esslingen gehören noch die Städte und Gemeinden im Norden des Landkreises: Aichwald, Altbach, Baltmannsweiler, Deizisau, Denkendorf, Hochdorf, Lichtenwald, Neuhausen auf den Fildern, Ostfildern, Plochingen, Reichenbach an der Fils und Wernau.

### Flächenaufteilung
Nach Daten des Statistischen Landesamtes, Stand 2014.

### Schutzgebiete
Auf dem Esslinger Stadtgebiet liegen drei Naturschutzgebiete: das Krähenhäule nordöstlich von Wäldenbronn, der gleichzeitig als Schonwald ausgewiesene Stettener Bach an der nordöstlichen Gemeindegrenze zu Aichwald und der Alte Neckar an der östlichen Gemeindegrenze zu Altbach.
Südlich von Weil liegt der Bannwald Weilerhalde und südlich von Sirnau der Schonwald Stiftungswald Sirnau.
Hinzu kommen die vier Landschaftsschutzgebiete Esslingen, Butzenwiesen-Klebwald-Kühhalde-Letten, Unteres Körschtal und Schurwaldrand Altbach-Plochingen-Reichenbach.
Außerdem hat Esslingen Anteile an den FFH-Gebieten Filder und Schurwald.

## Geschichte

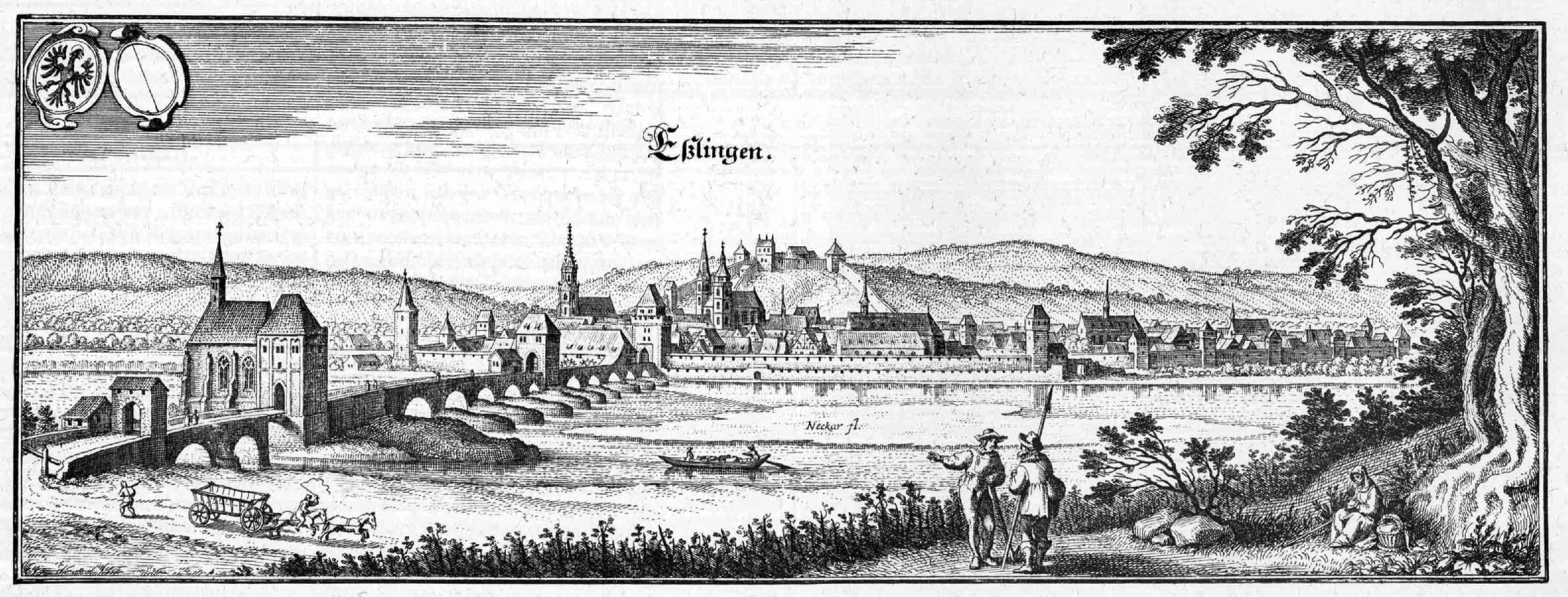
Ansicht Esslingens aus Matthäus Merians Topographia Suaviae (1643/1656)

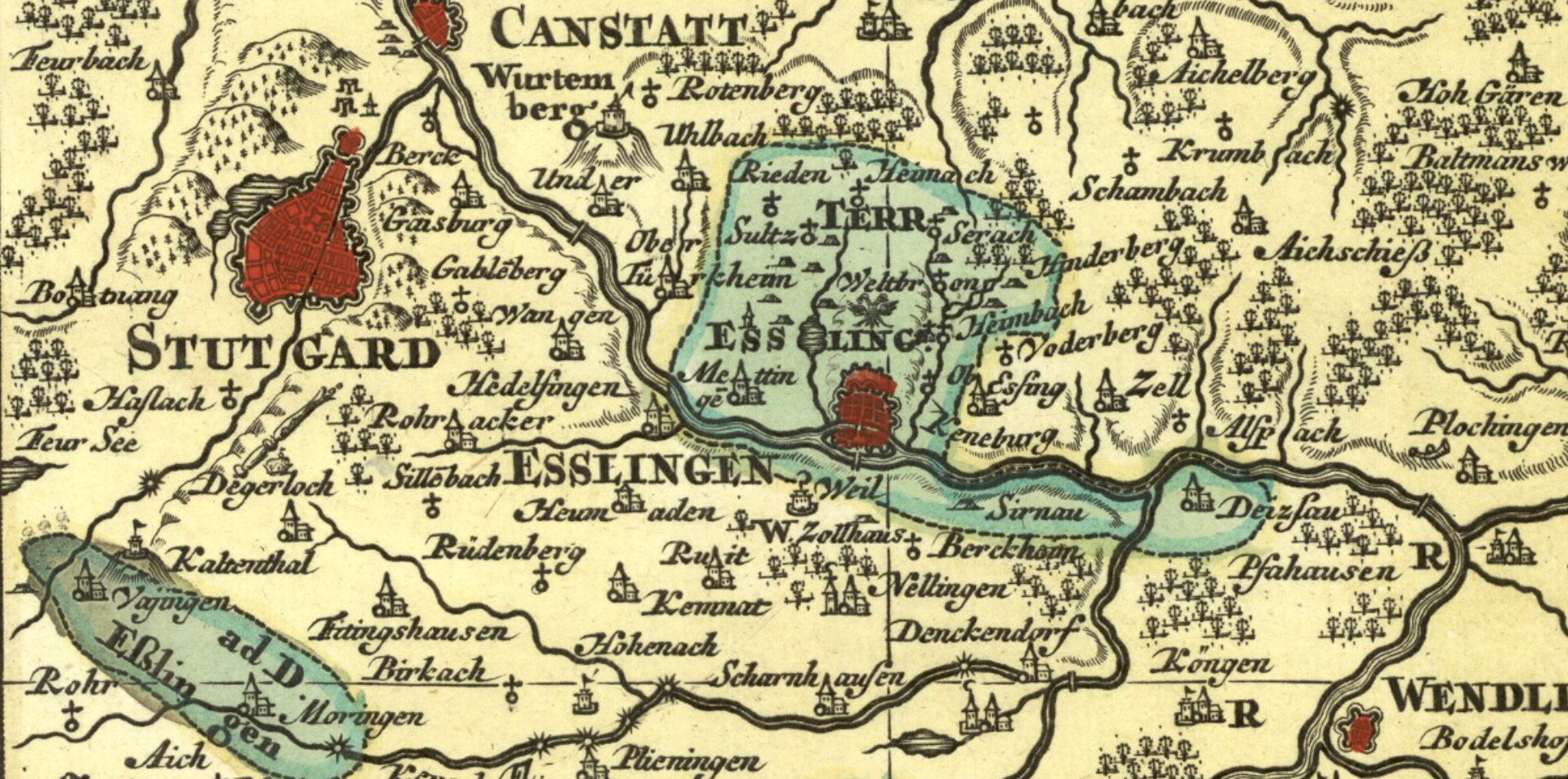
Territorium der Reichsstadt (1725)

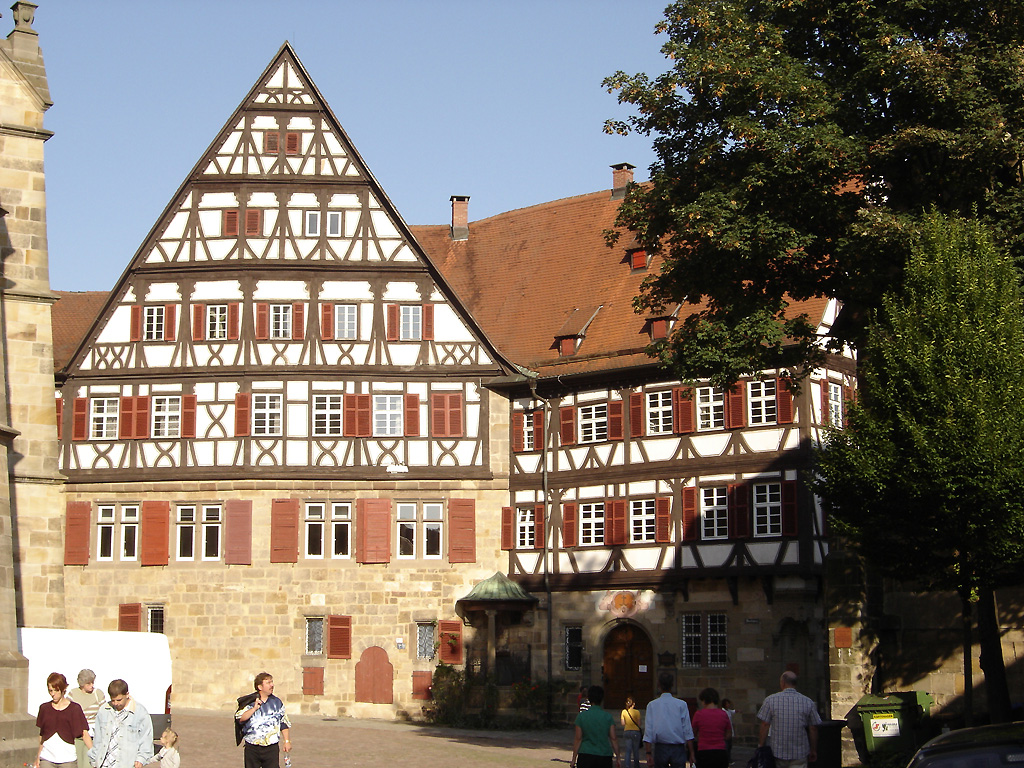
Speyrer Pfleghof in Esslingen (heute Kessler Sekt)

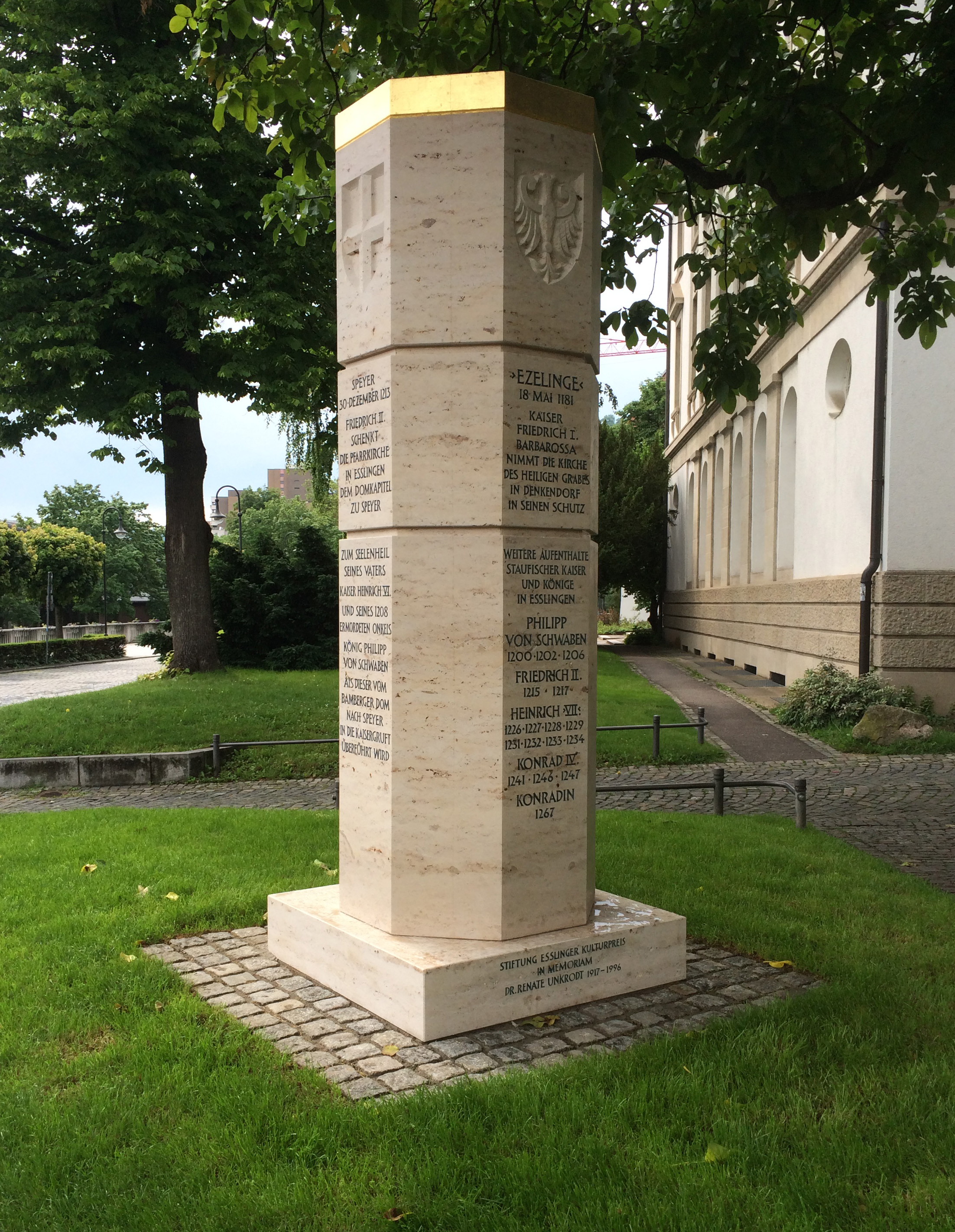
Stauferstele (2016)

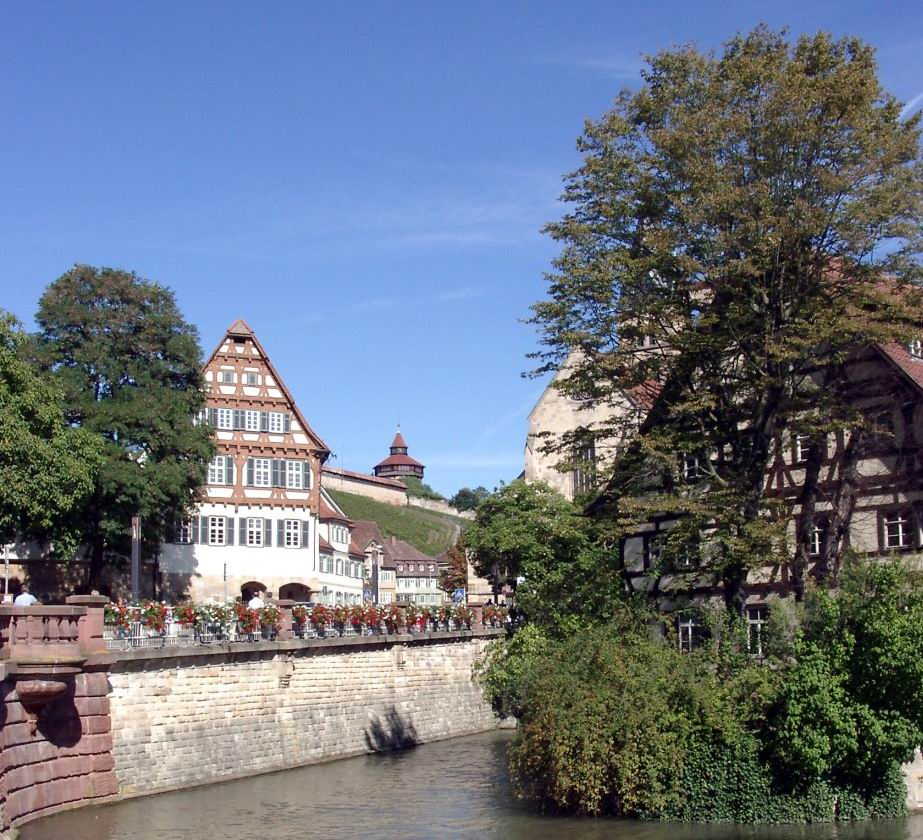
Blick Richtung Marktplatz und Burg

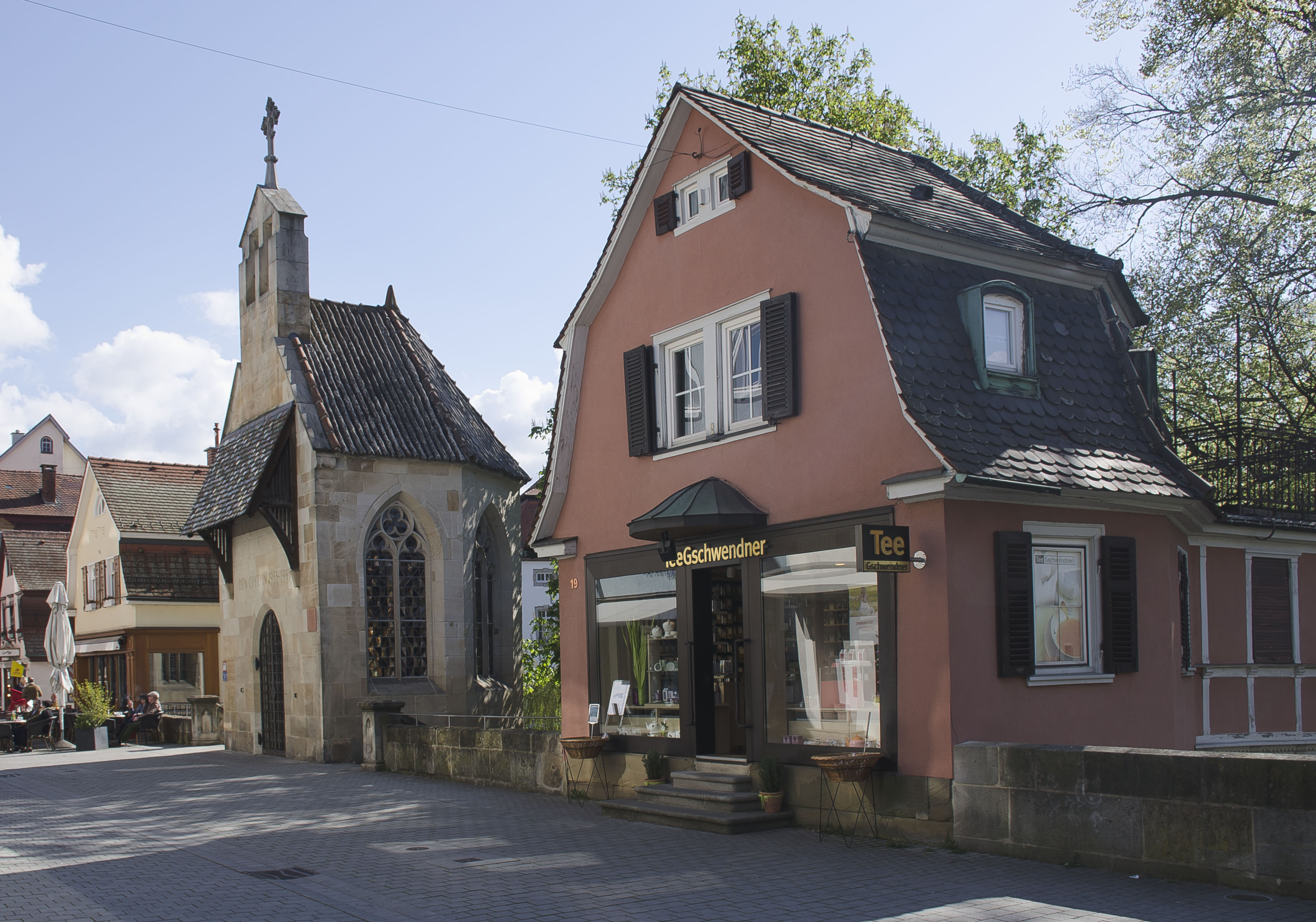
Innere Brücke

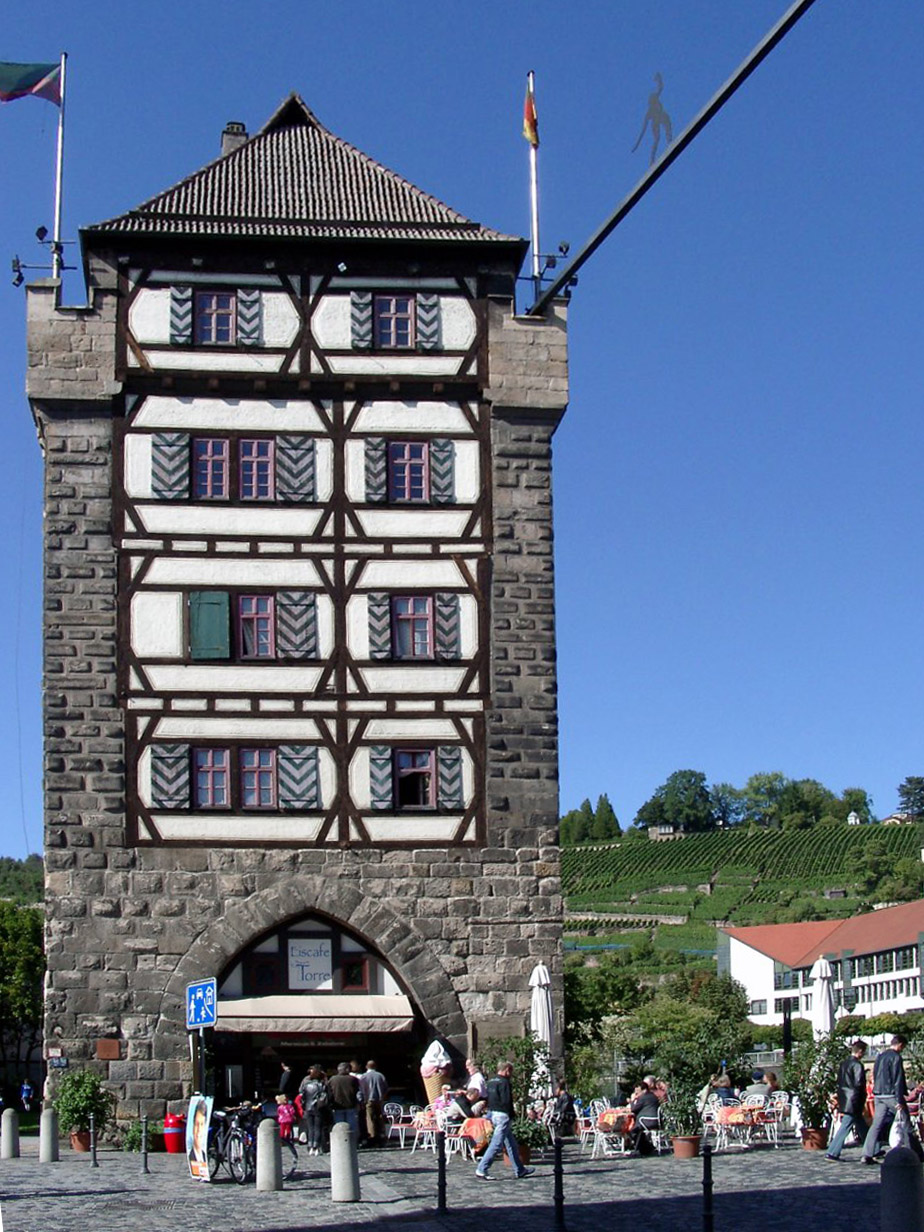
Innerer Schelztorturm, 1228 erbaut, 1377 erwähnt, 1993 renoviert.

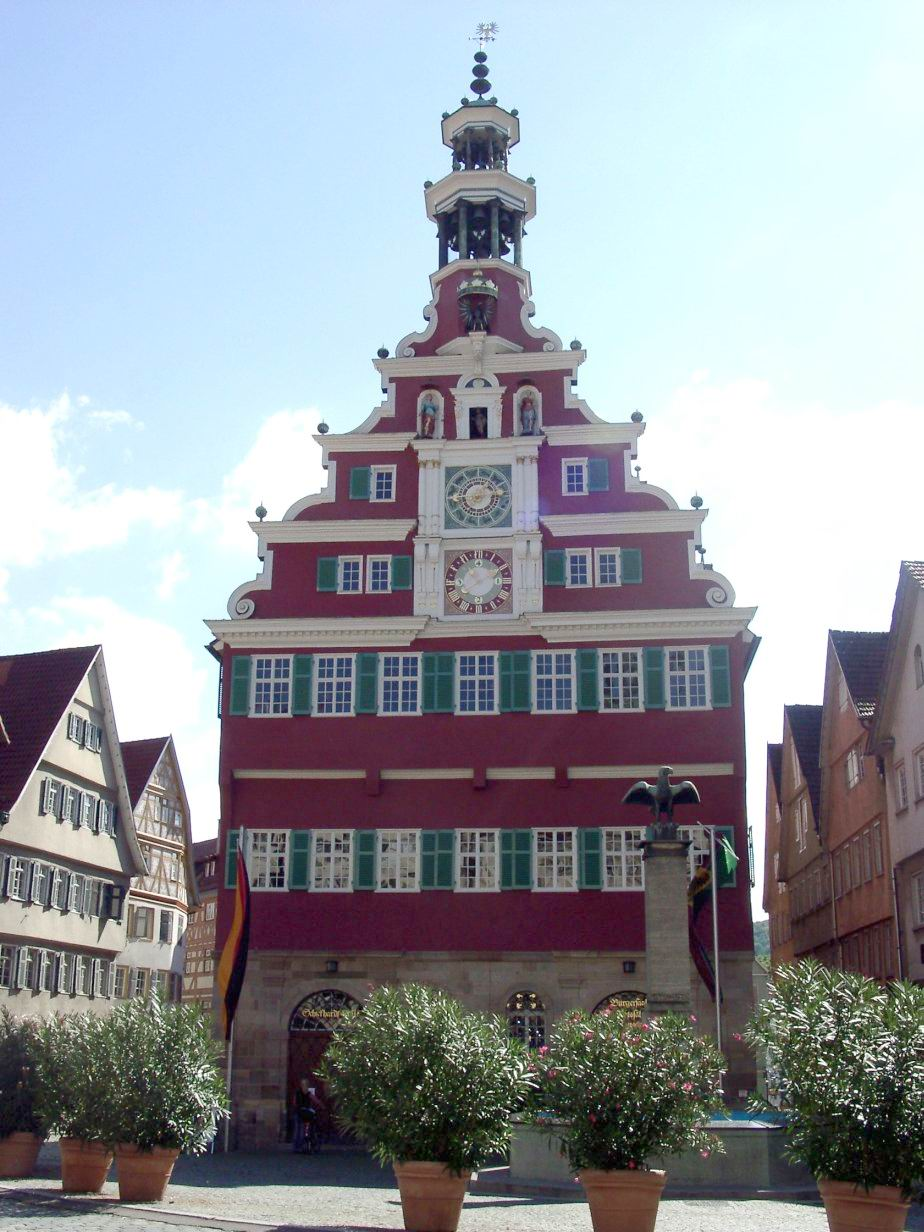
Das alte Rathaus in Esslingen

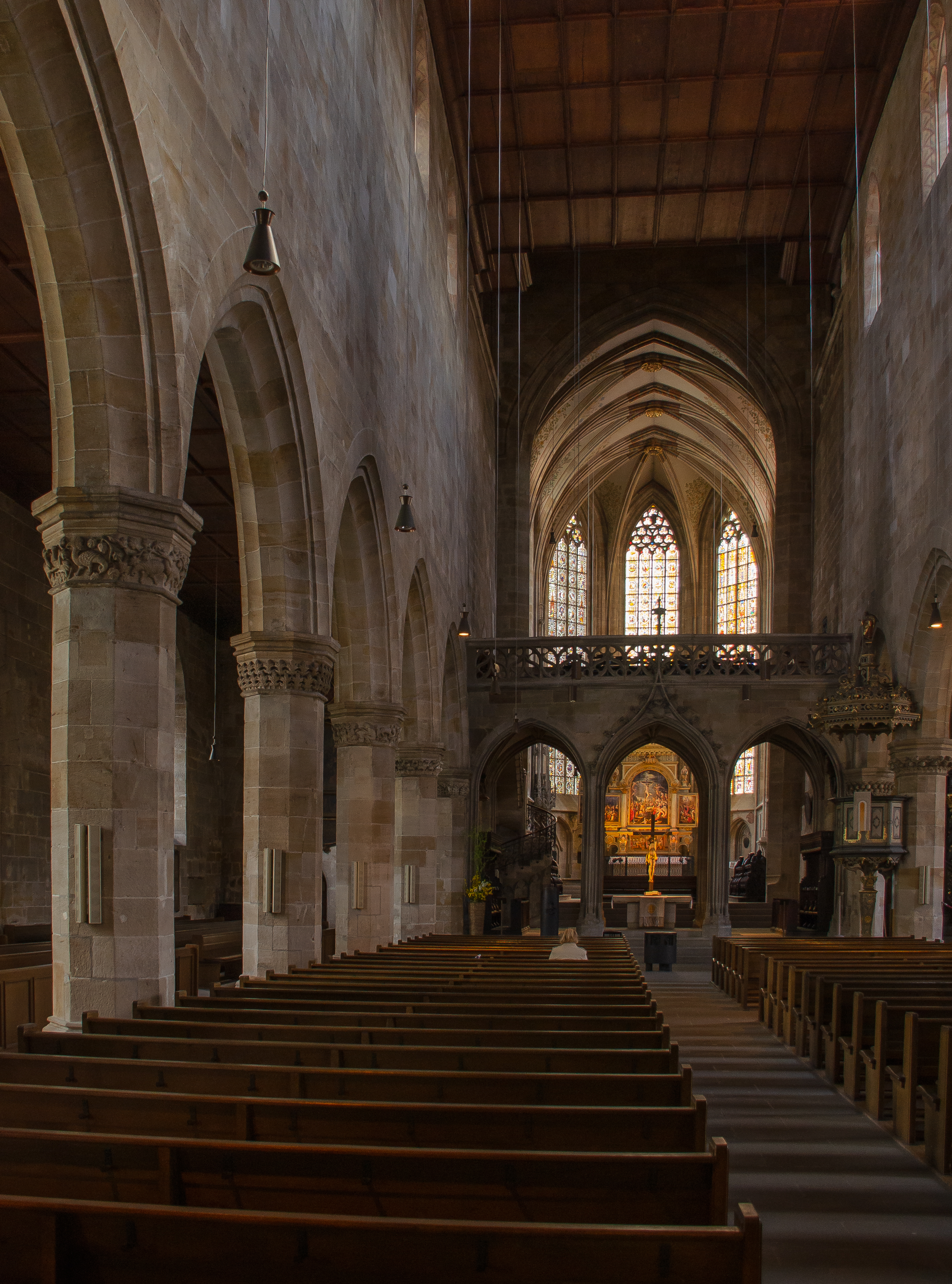
Stadtkirche

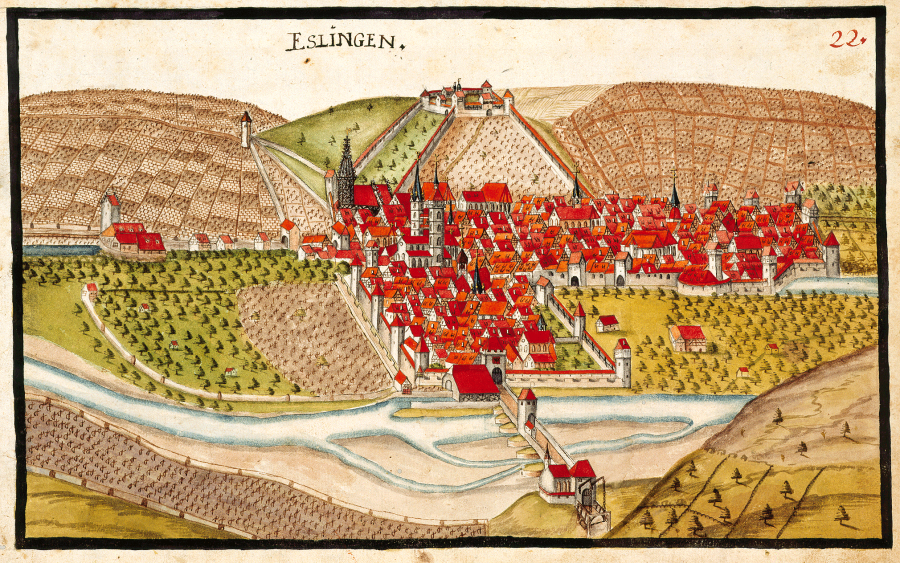
Esslingen im Forstlagerbuch von Andreas Kieser, 1685

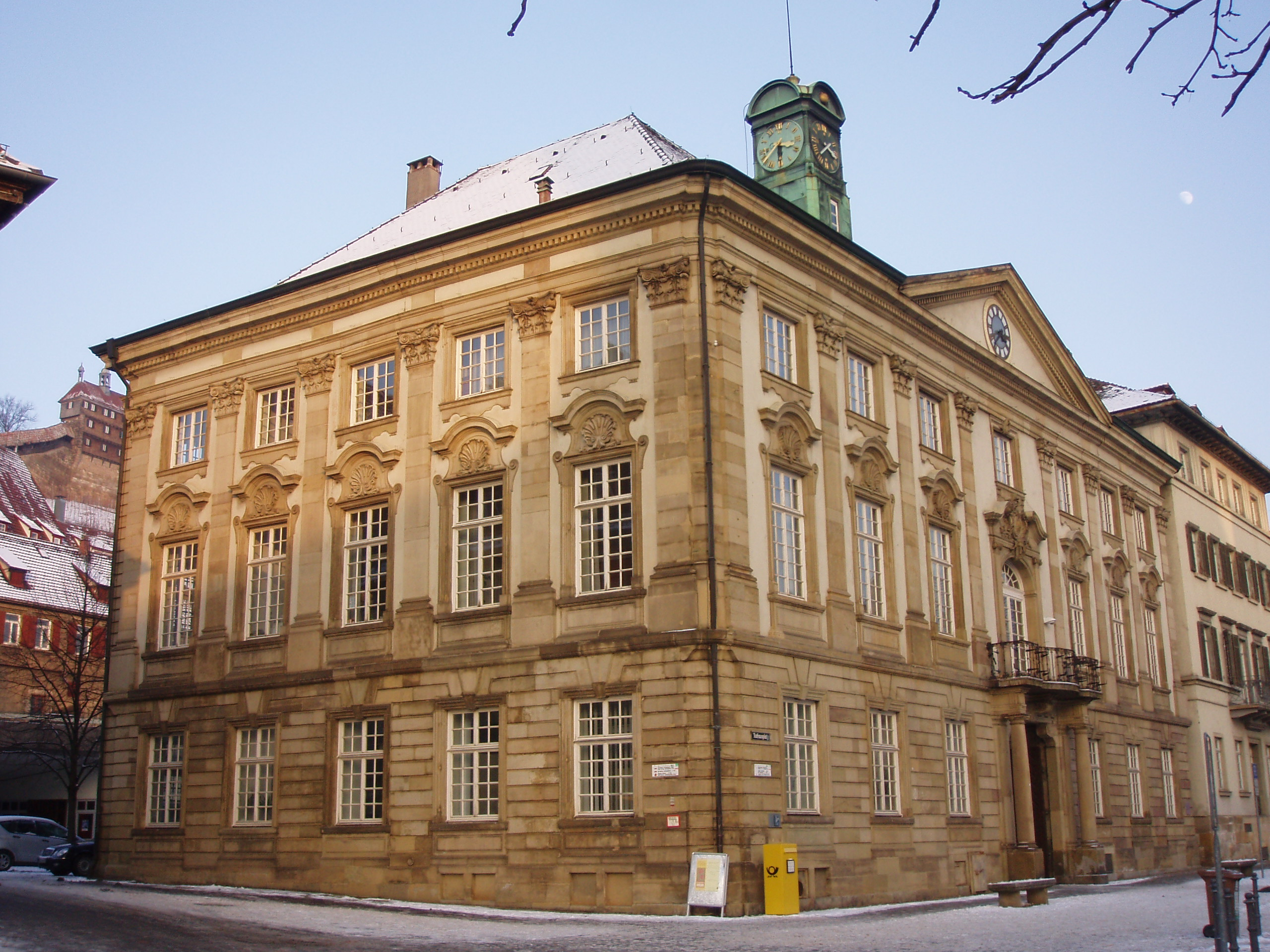
Neues Rathaus in Esslingen, ehemaliges Palm’sches Palais

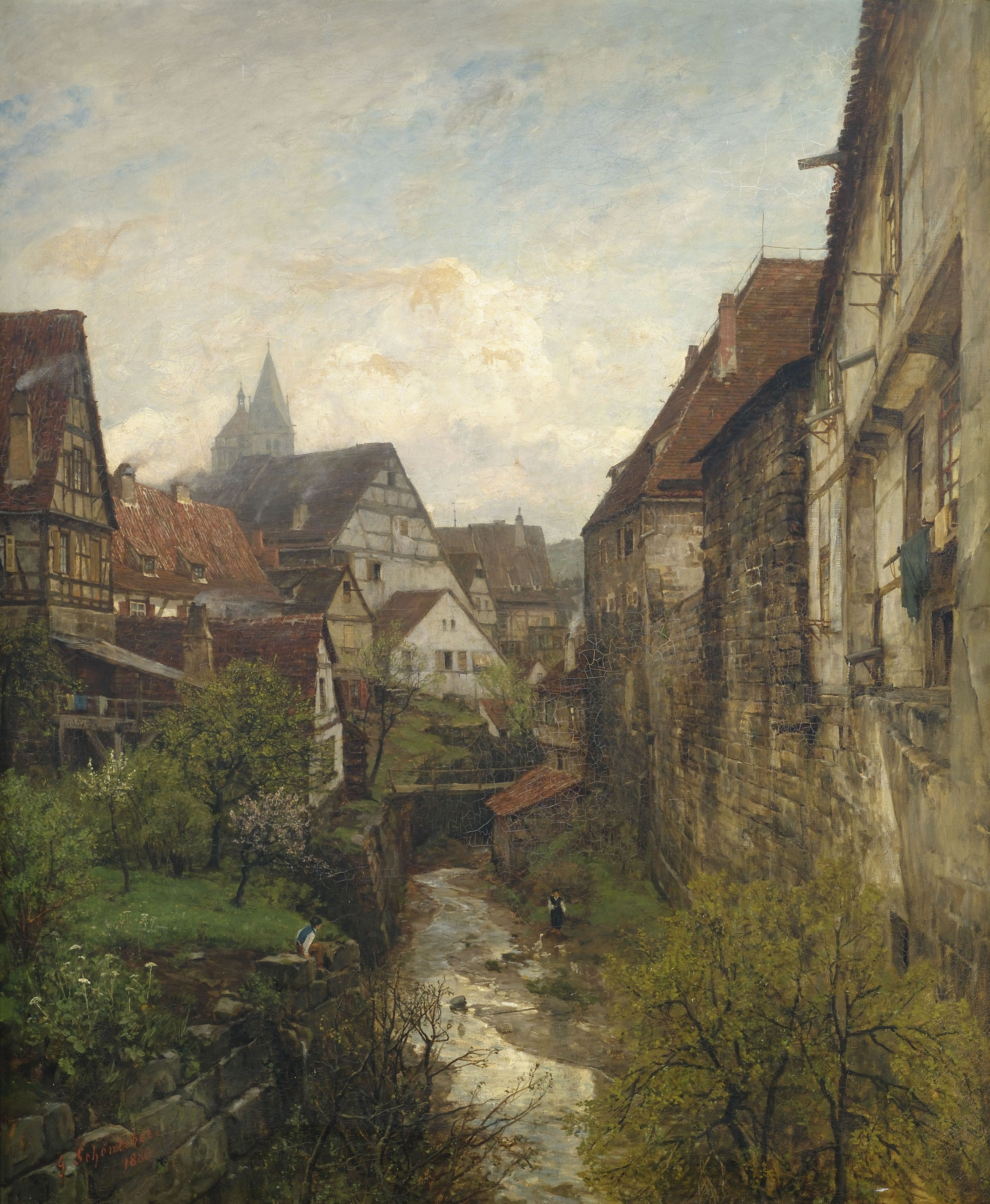
Gemälde „Partie in der Esslinger Altstadt“ von Gustav Schönleber, 1880

### Frühe Geschichte
Durch archäologische Funde wird eine dauernde Besiedlung im heutigen Stadtgebiet von Esslingen seit der Jungsteinzeit belegt. Unter der heutigen Stadtkirche wurden menschliche Siedlungsspuren aus der Zeit um 1000 v. Chr. dokumentiert. Aus der La-Tène-Zeit ist bei Esslingen eine Viereckschanze bekannt.

### Römerzeit
Im ersten Jahrhundert nach Christus wurde der Esslinger Raum Teil des Römischen Reichs, nachdem die Römer um 70 n. Chr. den Rhein überschritten hatten. In dieser Zeit entstand auf dem Gebiet von Oberesslingen ein römischer Gutshof und in Berkheim eine römische Villa. Die nächsten größeren Siedlungen waren Cannstatt und Köngen (Grinario).

### Völkerwanderungs- und Merowingerzeit
Aus nachrömischer Zeit fehlen im Neckartal um Esslingen bisher frühalemannische Funde, die auf den Fildern durchaus vorhanden sind. Aus Rüdern stammen einige Funde, die auf ein reiches Grab mit östlichen Einflüssen, wie etwa einem Satz dreiflügeliger Pfeilspitzen hinweisen. Dieses Grab ist als Fürstengrab vom Ailenberg bekannt.

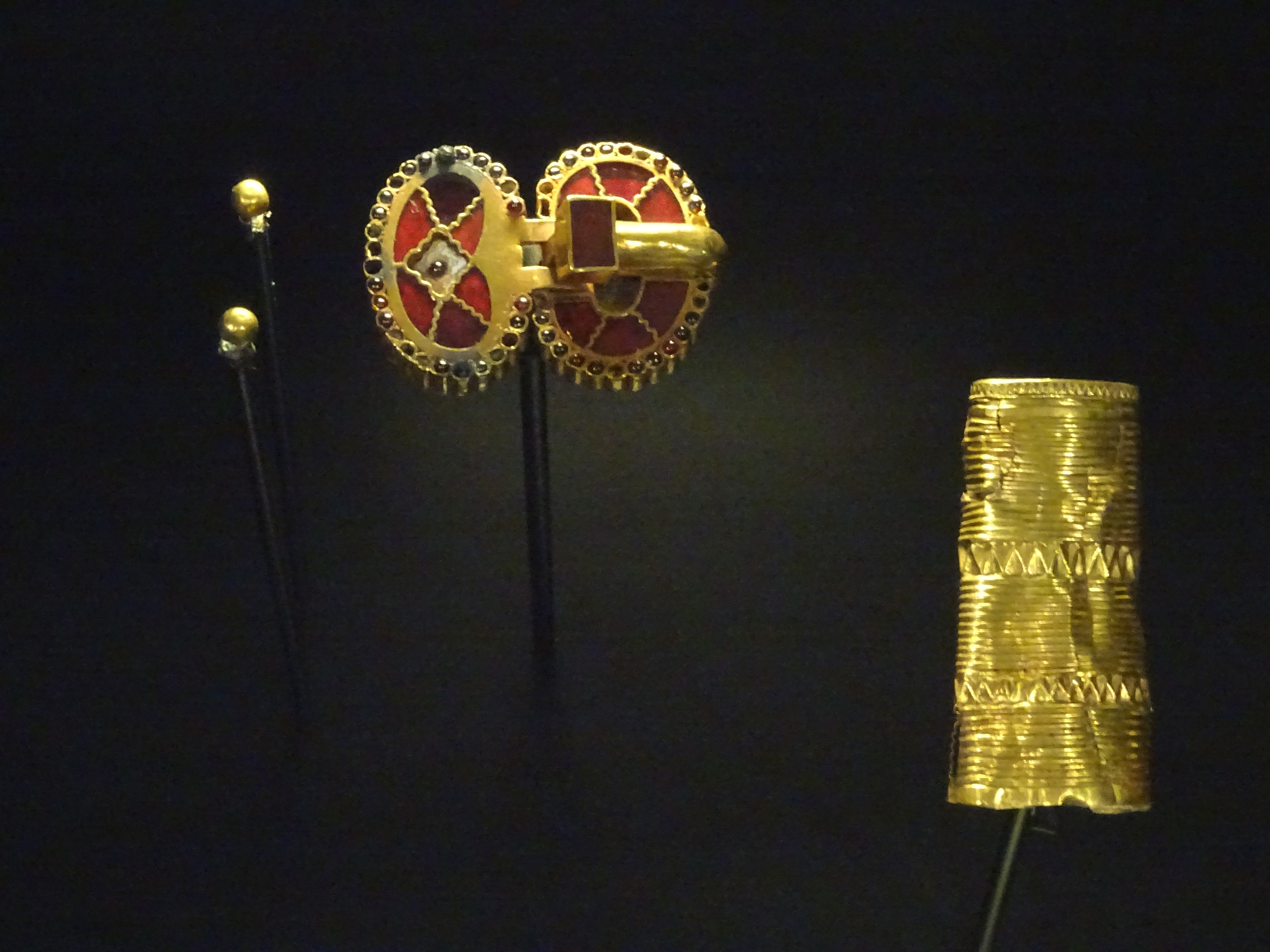
Funde des Fürstengrabs vom Ailenberg im Landesmuseum Württemberg

Die Endung „-ingen“ des Ortsnamens deutet auf einen Personenverband, für den ein Mann namens Azzilo, Hezzilo oder Hetsilo als Grundherr oder Familienoberhaupt eine prägende Rolle spielte, sodass der Name „bei den Leuten des Azzilo“ bedeutet. Dieser Name, im Jahr 856 n. Chr. als Ezelinga und 866 als Hetsilinga urkundlich frühestens belegt, blieb schließlich in der heutigen Form erhalten.
Im 6. Jahrhundert wurden die Alamannen von den Merowingern unter König Chlodwig I. unterworfen. Die Alemannen übernahmen jedoch auch unter fränkischer Oberherrschaft Verwaltungsaufgaben und bildeten ein Herzogtum im Frankenreich. Im 8. Jahrhundert versuchten sie, wieder eine selbständige Herrschaft herzustellen. Der Versuch scheiterte 746 bei Cannstatt. Mit dem anschließenden Blutgericht zu Cannstatt wurde das Ende des alemannischen Herzogtums markiert.
In einer forschungsgeschichtlich bedeutenden archäologischen Grabung konnten durch Günter Fehring die Reste der Vitalis-Cella unter der Kirche St. Dionysius ergraben werden. Siedlungsbelege im Umfeld der Cella reichen bis in die späte Merowingerzeit. Älter sind die Reihengräberfelder in Oberesslingen und Sirnau.

### Esslingens urkundliche Bestätigung und Aufstieg
Die erste urkundliche Erwähnung Esslingens stammt aus dem Jahr 777. Abt Fulrad von Saint-Denis vermachte die Cella über dem Neckar, die er vorher von einem alemannischen Adeligen mit dem Namen Hafti bekommen hatte, zusammen mit den Gebeinen des Märtyrers Vitalis für den Fall seines Todes dem merowingischen Reichskloster Saint-Denis bei Paris. Das Kloster ließ nach dem Tod des Abtes (784) die sterblichen Überreste von Vitalis aus Italien in die Cella überführen. Danach entwickelte sich der Ort zu einem stark besuchten Pilgerort. Die erste namentliche Erwähnung Esslingens erfolgte als Hetsilinga in einer Urkunde Ludwigs des Deutschen von 866, in der das Marktrecht des Ortes mit der Vitalis-Cella bestätigt wird. Das Marktrecht war vermutlich schon um das Jahr 800 verliehen worden, um die Einnahmen des Klosters und die Versorgung der Pilger zu sichern. Förderlich für die Errichtung eines Marktes und der Wallfahrt war die günstige Lage des Ortes an einer alten Fernstraße von Flandern nach Oberitalien, die bei Esslingen den Neckar querte.
Etwa von 950 bis 1050 war Esslingen Münzprägestätte. Aus dieser Zeit existieren nur wenige Aufzeichnungen. Es wird angenommen, dass Esslingen bereits ein gut ausgebauter Ort war, als Rudolf von Rheinfelden im Jahr 1077 in Esslingen einen Fürstentag abhielt. Noch im selben Jahr zog Heinrich IV. gegen den Gegenkönig Rudolf zu Felde, wobei es zu einem Gefecht bei Esslingen kam. War der Ort zuvor vermutlich im Besitz der Herzöge von Schwaben, so kam er vermutlich 1079 gemeinsam mit der Herzogswürde von Schwaben und der Burg Hohenstaufen an Friedrich I. und damit an die Staufer.

### Die Staufer an der Macht
Friedrich I. Barbarossa übertrug 1181 seinem Stellvertreter in Esslingen politische und rechtliche Aufgaben, die das Umland betrafen, und machte Esslingen spätestens damit zur Reichslandstadt.
Am 30. Dezember 1213 schenkte König Friedrich II. die Esslinger Stadtkirche St. Dionys mit dem gegenüber liegenden Pfleghof dem Domkapitel Speyer. An dieses Ereignis erinnert seit 2016 eine Stauferstele vor der früheren Lateinschule in der Abt-Fulrad-Straße 3. Im 13. Jahrhundert wurde in Esslingen mit dem Bau vieler großer Gebäude begonnen. Klöster wurden gebaut, die Brücke über den Neckar stammt aus dieser Zeit und die Kirche St. Vitalis wurde ausgebaut. 1229 wurde in einer Schenkung an das Kloster Salem erstmals das Esslinger Stadtrecht und das Amt des Schultheißen genannt.
Mehrere Stauferherrscher hielten in Esslingen Hof, darunter Heinrich (VII.) und Konrad IV. Rudolf von Habsburg verlieh der Stadt 1284 eine Stadtverfassung, in der dem Patriziat und den Zünften der Stadt Mitverwaltung eingeräumt wurde.
Mit dem Reichtum kamen im 13. Jahrhundert die Bettelorden in die Stadt. Sie predigten Armut und Buße und kümmerten sich um das Seelenheil der Stadtbevölkerung. Die Dominikaner, Franziskaner und Karmeliter erhielten schon bald bedeutende Schenkungen und Nachlässe, mit denen sie im Stadtgebiet Klöster und Kirchen errichteten.

### Streit mit Württemberg
1246 kämpfte Esslingen im Gegensatz zu Graf Ulrich I. von Württemberg in der Schlacht bei Frankfurt auf der Seite der Staufer. Damit begann ein jahrhundertelanger Streit mit den Württembergern, der auch im Reichskrieg Heinrichs VII. gegen Eberhard I. zum Tragen kam, als sich 1312 Stuttgart neben anderen Städten Württembergs dem Reich und der Stadt Esslingen unterwerfen mussten, bevor der Friedensschluss von 1316 die württembergischen Städte wieder aus Esslinger Herrschaft entließ. Im Jahr 1356 machte sich Karl IV. den fortdauernden Zwist zu Nutze, als er infolge eines Zunftstreits die Stadt Esslingen durch Eberhard den Greiner belagern ließ. Im späten 14. Jahrhundert entbrannten weitere Feindseligkeiten zwischen den schwäbischen Städten und den Württembergern, die erst nach der Schlacht bei Döffingen 1388 abklangen.
1448 bis 1454 führten Zollstreitigkeiten mit Graf Ulrich V. von Württemberg zum großen Städtekrieg, der von den Württembergern gewonnen wurde. Esslingen schloss daraufhin zunächst ein Bündnis mit Baden, 1473 jedoch mit den Grafen von Württemberg einen Vertrag, der die Esslinger von Steuern auf ihre in der Grafschaft gelegenen Besitztümern befreite. Der 1477 erneuerte Vertrag hatte Bestand bis zum Verlust der Reichsunmittelbarkeit.
Bereits 1472/73, kurz nach dem Tod von Johannes Gutenberg, eröffnete Konrad Feyner mit der Esslinger Offizin die erste Druckerei von Esslingen.
1488 wurde der Reichstag in Esslingen abgehalten, auf dem unter anderem der Schwäbische Bund gegründet wurde. 1519 fanden die letzten Kämpfe zwischen Esslingen und Württemberg statt. Im Verlauf der Auseinandersetzungen, die der württembergische Herzog Ulrich gegen verschiedene Städte führte, wurde dieser jedoch durch den Schwäbischen Bund außer Landes gejagt, so dass Württemberg vorübergehend bis 1534 unter österreichische Verwaltung kam.

### Reformation
1522 wurde in der Stadt erstmals evangelisch gepredigt. Der erste evangelische Pfarrer wurde hier 1526 angestellt. Seit 1527 bildete sich zudem eine Gemeinde der reformatorischen Täufer, gegen die 1529 mit sechs Todesurteilen vorgegangen wurde. Ab 1531 wurde die freie Predigt zugelassen und der Reformator Ambrosius Blarer eingestellt, 1532 wurde auf seine Empfehlung Jakob Otter Pfarrer. Im gleichen Jahr wurde in einem Bildersturm die Innenausstattung der Kirchen zerstört.
1531 trat Esslingen dem Schmalkaldischen Bund der Protestanten bei. Als der darauf folgende Krieg gegen Karl V. verloren war, musste ab 1548 infolge des Augsburger Interims die Lesung der Heiligen Messe erneut eingeführt werden. 1551 wurden in Esslingen wieder evangelische Gottesdienste abgehalten. Bürgermeister Matthias II. Herwart von Bittenfeld (1510–1584) unterzeichnete 1579 für den Rat der Stadt Esslingen die lutherische Konkordienformel von 1577.

### Dreißigjähriger Krieg
Im Dreißigjährigen Krieg von 1618 bis 1648 hatte die Stadt sehr zu leiden. Nach der Schlacht bei Nördlingen 1634 strömten rund 12.000 Flüchtlinge in die Stadt, im Folgejahr kam es zum Ausbruch der Pest. Rund die Hälfte der Bevölkerung kam durch Hunger und Seuchen um. Finanziell war die Stadt am Ende des Krieges ausgeblutet, behielt im Westfälischen Frieden jedoch ihre Selbständigkeit.

### Pfälzischer und Spanischer Erbfolgekrieg
Bereits 1688 folgte mit dem Pfälzischen Erbfolgekrieg die nächste Auseinandersetzung. Die Stadt wurde 1688 von Truppen des französischen Generals Mélac besetzt, der sie mit hohen Kontributionen belegte und sich für mehrere Wochen dort einquartierte. 1693 folgten Truppen des Generals Mazel. 1701 verwüstete ein Stadtbrand rund 200 Häuser der Stadt, darunter das Rathaus. Daraufhin wurde das gesamte niedergebrannte Stadtviertel im Stil des Barock neu erbaut. Im Jahr 1707 wurde Esslingen im Spanischen Erbfolgekrieg durch Truppen des Generals Villars erneut besetzt.
Das 18. Jahrhundert markierte auch den bemerkenswerten Aufstieg der Esslinger Familie Palm. Das Geschlecht schaffte innerhalb von drei Generationen den Aufstieg vom Esslinger Bürgertum in den Reichsfürstenstand, erlosch jedoch wenig später. Johann David Palm (1657–1721) war Finanzfachmann beim kaiserlichen Hof in Wien und erwarb als Inhaber eines der führenden österreichischen Privatbankhäuser ein riesiges Vermögen. 1687 wurde er in den ungarischen Adelsstand erhoben, 1711 in den Reichsritterstand. Sein Sohn Carl Joseph von Palm (1698–1770) wurde kaiserlicher Diplomat und erlangte 1729 den Reichsfreiherrenstand sowie 1750 den Reichsgrafenstand. Carl Joseph Graf von Palm (1749–1814), ein Enkel Johann David Palms, kaufte 1774 die Herrschaft Hohengundelfingen samt Burg und erreichte 1783 seine Erhebung in den Reichsfürstenstand. Mit seinem Sohn, dem Fürsten Carl Joseph von Palm (1773–1851), endete das Geschlecht. Ein anderer Zweig der Familie ließ unterdessen in Esslingen den Oberen Palmschen Bau errichten, das heutige Neue Rathaus. Der Bau wurde 1747 begonnen und in den 1760er Jahren fertiggestellt. Im Jahr 1840 wurde das Gebäude zum Rathaus gemacht.

### Esslingen verliert die Unabhängigkeit
Als nach der französischen Revolution die deutschen linksrheinischen Gebiete an Frankreich fielen, wurden die reichsfreien Gebiete und geistlichen Fürstentümer aufgelöst und an die ihrer linksrheinischen Gebiete verlustig gegangenen Länder verteilt. Noch vor dem Reichsdeputationshauptschluss von 1803 erschien am 6. September 1802 der württembergische Regierungsrat Wächter mit württembergischem Militär in Esslingen, um die Stadt für Württemberg in Besitz zu nehmen. Am 23. November des gleichen Jahres folgte die Zivilinbesitznahme. In die württembergische Verwaltung integriert, wurde die Stadt Sitz des Oberamts Esslingen, dem außer der Stadt auch die Filialdörfer Deizisau, Möhringen und Vaihingen unterstellt waren. Nach der Errichtung des Königreichs Württemberg gab es bis 1810 noch einige Änderungen, ehe die endgültige Struktur des Oberamts feststand. Die Orte Möhringen und Vaihingen zum Beispiel kamen 1807 zum Oberamt Stuttgart.

### Industrialisierung
Am Beginn des 19. Jahrhunderts gab es in Esslingen lediglich eine Metallwarenfabrik und eine Windenfabrik. Dann setzte jedoch eine starke Industrialisierung ein, in deren Folge Esslingen in den 1830er Jahren gemessen an der Arbeiterzahl und der Betriebsgröße die erste Stelle der württembergischen Städte einnahm. Die ältesten Fabriken gehörten überwiegend der Textil- und Lederindustrie an, darunter eine Tuchfabrik und eine Handschuhfabrik. Bald darauf folgten das Nahrungsmittelgewerbe mit der 1826 gegründeten Sektkellerei Kessler und die Metallindustrie. 1842 gab es in 18 Fabriken rund 1500 Arbeiter.
Bei Beginn des Eisenbahnbaus in Württemberg wurde Esslingen Endstation des ersten Bauprojekts, der Zentralbahn Ludwigsburg–Stuttgart–Esslingen. Der erste Zug der Württembergischen Staatseisenbahnen erreichte Esslingen (von Cannstatt aus) am 20. November 1845. Der Esslinger Zweig der Zentralbahn wurde wenig später in Richtung Ulm ausgebaut, wobei das erste Teilstück Esslingen–Plochingen am 14. Dezember 1846 eingeweiht wurde. Der Ausbau der Eisenbahn durch das Königreich Württemberg führte zur Gründung der Maschinenfabrik Esslingen. Bis etwa 1860 nahm die Metallindustrie den führenden Platz in Esslingen ein. Neben der Metallwarenfabrik entstanden vor allem mehrere Maschinen- und Werkzeugfabriken.
Die entstehenden Industriegebiete prägten das Bild der Stadt. Nachdem bereits von 1805 bis 1811 ein Großteil der Stadtmauern und -tore sowie das alte Katharinenhospital abgerissen worden war, kam es ab 1838 zu einer weiteren Abrisswelle, in der die alte Heiligkreuzkapelle, das Schiff der Hinteren Kirche und die alten Pliensaumühlen verschwanden und anstelle dessen Fabriken, eine Telegraphenstation, eine Gasanstalt und so weiter entstanden. 1865 entstand mit weiterem Fortschreiten der Industrialisierung am linken Neckarufer die Pliensauvorstadt. 1894 wurde das erste Arbeitsamt Deutschlands in Esslingen gebaut.
Durch die Industrialisierung veränderte sich Mitte des 19. Jahrhunderts das Verhältnis zwischen Arbeitgeber und Arbeitnehmer. Die Gegensätze wurden stärker und führten 1848 während der Märzrevolution in den Staaten des Deutschen Bundes zur Gründung des ersten Arbeitervereins in Esslingen durch August Hochberger. Dieser erste Verein hatte vorerst nur vier Jahre Bestand, wurde dann jedoch 1862 als Arbeiterbildungsverein neugegründet und war mit 250 Mitgliedern bald zweitgrößter dieser Vereine in Württemberg. Hochstetter gründete 1865 auch einen Konsumverein. 1869 wurde in Esslingen der erste gewerkschaftliche Verband der Textilarbeiter in Württemberg gegründet. Die Stadt wurde bis zum Ersten Weltkrieg Hochburg der württembergischen Arbeiterbewegung.

### Weimarer Republik und Nationalsozialismus
Am 9. November 1918 kam es zu Demonstrationen der Arbeiter. Es wurde ein Arbeiter- und Soldatenrat gewählt. 1919 übernahmen kommunistische Arbeiter die Stadt. Ein Militäreinsatz der Stuttgarter Regierung kostete 16 Menschenleben und erzwang die Rückkehr zur Ruhe.
Bereits im Jahr 1922 bildete sich in Esslingen eine Ortsgruppe der NSDAP.
Im Jahr 1933 wurde der Gemeinderat von Esslingen im Zuge der Gleichschaltung von den Nationalsozialisten aufgelöst. 1935 wurde Esslingen am Neckar aufgrund der Deutschen Gemeindeordnung zum „Stadtkreis“ erklärt. Im Zuge der Verwaltungsreform während der NS-Zeit in Württemberg wurde das bisherige Oberamt Esslingen 1938 in den Landkreis Esslingen überführt und um einige Gebiete vergrößert. Vor allem kamen einige Gemeinden auf den Fildern (bisher Amtsoberamt Stuttgart) und im Schurwald (bisher Oberamt Schorndorf) zum Kreisgebiet.

In der Reichspogromnacht wurde die Esslinger Synagoge im Heppächer geschändet. Überlebende Juden wurden zur Vernichtung in den Osten deportiert. Die „Israelitische Waisen- und Erziehungsanstalt Wilhelmspflege“ wurde 1939 demoliert und zu einem Seuchenlazarett umfunktioniert. Der letzte jüdische Heimleiter Theodor Rothschild wurde 1944 im KZ Theresienstadt ermordet. An einige Esslinger Opfer der Nationalsozialisten erinnern mittlerweile Stolpersteine. 
Im Zweiten Weltkrieg wurden in Esslingen 60 Häuser völlig zerstört und 75 wurden schwer, 260 mittelgradig sowie 1236 leicht beschädigt. Der Wohnraumverlust durch Luftangriffe betrug 2,1 %, es kamen 74 Menschen ums Leben. Im Zweiten Weltkrieg übernahm die Stadt Esslingen eine Patenschaft für U 577, ein deutsches Unterseeboot der Klasse VII C. Die Patenschaft ging auf das Engagement des Leitenden Ingenieurs des Bootes, Albrecht Mauz, zurück, der aus Esslingen stammte.
Am 22. April 1945 wurde Esslingen von US-amerikanischen Soldaten besetzt.

### Nachkriegszeit – Esslingen wächst
Nach 1945 gehörte Esslingen zur Amerikanischen Besatzungszone und kam somit zum Land Württemberg-Baden, welches 1952 im Bundesland Baden-Württemberg aufging. Die Stadt wurde nach der neuen Gemeindeordnung zur „unmittelbaren Kreisstadt“ erklärt.

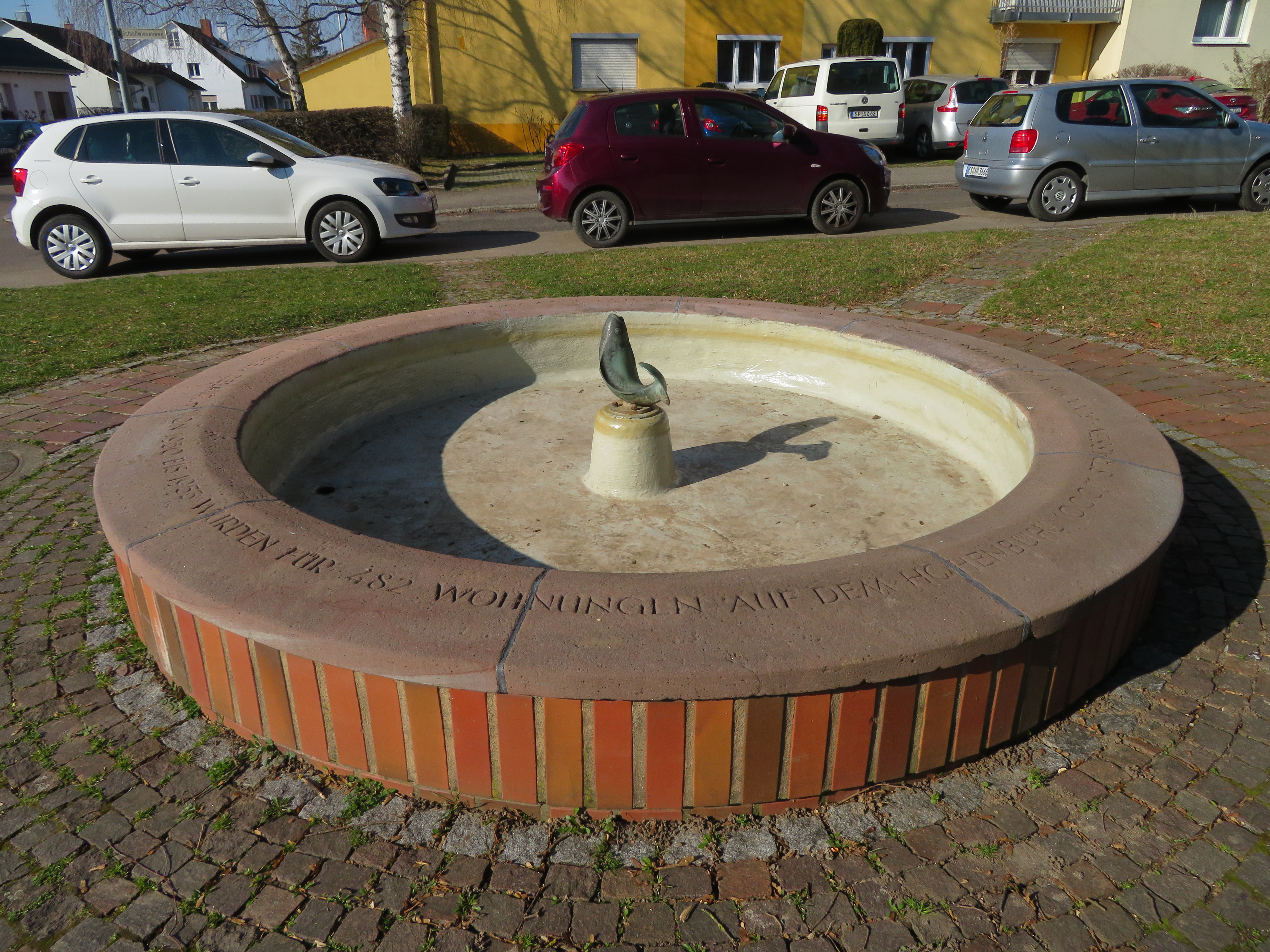
Eine Inschrift auf dem Brunnenrand in Hohenbühl erinnert an die Bautätigkeit der Nachkriegszeit.

Bis 1947 zogen etwa 47.000 Personen (überwiegend Flüchtlinge und Vertriebene aus den deutschen Ostgebieten) in die Stadt zu. Durch Siedlungen in Oberesslingen, auf dem Zollberg (1955), in den Lerchenäckern (1959), auf dem Hohenbühl, in den Kirchäckern und in Mettingen wurde die Wohnungsnot gemildert und ein weiteres Wachstum der Stadt ermöglicht. In der Innenstadt wurde ein Frauenwohnheim eingerichtet. In Oberesslingen, Sirnau und Zell entstanden neue Industriegebiete.
Da die Stadt bereits seit Ende des 19. Jahrhunderts mehr als 20.000 Einwohner hatte und „unmittelbare Kreisstadt“ war, wurde Esslingen am Neckar mit Inkrafttreten der baden-württembergischen Gemeindeordnung am 1. April 1956 kraft Gesetzes zur Großen Kreisstadt erklärt.
Am 13. Juni 1961 rückte der Eisenbahnunfall von Esslingen die Stadt in den Mittelpunkt der öffentlichen Aufmerksamkeit, als zwischen den Bahnhöfen Esslingen und Mettingen zwei Züge frontal zusammenprallten. Bei diesem Unglück verloren 35 Menschen ihr Leben.
Am 1. Januar 1973 wurde Esslingen am Neckar Sitz des vor allem um das Gebiet des bisherigen Landkreises Nürtingen vergrößerten Landkreises Esslingen. Am 1. Mai 1974 wurde Berkheim nach Esslingen eingemeindet, am 1. Juli 1974 folgte die Eingemeindung von Zell am Neckar.
Im Jahr 1979 fanden in Esslingen die Heimattage Baden-Württemberg statt. 1995 stiftete Esslingen den Theodor-Haecker-Preis für politischen Mut und Aufrichtigkeit.
Mit Ablauf des 31. März 1984 wurde die Pädagogische Hochschule Esslingen, die 1811 als erstes württembergisches „Schullehrerseminar“ gegründet worden war, durch eine Gesetzesänderung des Landtags von Baden-Württemberg geschlossen.
Das größte Stadtentwicklungsprojekt seit der Jahrtausendwende ist die Umwandlung des ehemaligen Güterbahnhofs und des angrenzenden ehemaligen Sitzes des Nahrungsmittelherstellers Hengstenberg zu einem Wohn- und Gewerbegebiet unter dem Titel Neue Weststadt. 2009 begann das Projekt mit ersten Straßenbauarbeiten und einem Stadtplanungswettbewerb für die rund zehn Hektar große Fläche. Das Gesamt-Investitionsvolumen für die Fläche wurde damals auf rund 400 Millionen Euro geschätzt. Der Siegerentwurf des Planungswettbewerbs sah neun Gebäudeblöcke mit drei bis sechs Geschossen, einen Stadtteilplatz, zwei Fußgängerbrücken über die Gleise und den Neckar sowie einen neuen Park am Ufer vor. Verwirklicht wurden bislang aber lediglich ein Studentenwohnheim sowie kleinere Umnutzungen bestehender Gebäude.

### Einwohnerentwicklung

Einwohnerentwicklung von Esslingen am Neckar von 1340 bis 2017

Mit der Industrialisierung im 19. Jahrhundert wuchs die Bevölkerung der Stadt sehr schnell. Lebten 1803 erst 7.000 Menschen in der Stadt, so waren es 1900 bereits 27.000. Kurz nach dem Zweiten Weltkrieg führten die vielen Flüchtlinge und Vertriebenen aus den deutschen Ostgebieten innerhalb eines Jahres zu einem Anstieg der Einwohnerzahl um 15.000 Personen auf 65.000 im Oktober 1946. Im Jahre 1974 erreichte die Bevölkerungszahl auf Grund der Eingemeindung von Berkheim und Zell mit 97.029 ihren historischen Höchststand. 2004 lag der Anteil der Ausländer an der Gesamtbevölkerung nach Angaben der Stadtverwaltung bei 20,5 Prozent (18.304 Personen). Am 30. Juni 2013 betrug die „Amtliche Einwohnerzahl“ für Esslingen nach der Volkszählung 2011 88.584 (nur Hauptwohnsitze und nach Abgleich mit den anderen Landesämtern). Damit ist Esslingen momentan die zehntgrößte Stadt in Baden-Württemberg.

### Eingemeindungen
Viele der heutigen 24 Stadtteile Esslingens gehören schon seit dem 14. Jahrhundert als Filialort zum Stadtgebiet Esslingen, teilweise hatten die Orte jedoch einen eigenen Unterschultheiß. Lediglich folgende Orte beziehungsweise Gemarkungen wurden im 20. Jahrhundert in die Stadt eingemeindet:
- 1913: Oberesslingen und Oberhof
- 1914: Hegensberg (bis 1844 zu Oberesslingen gehörig, dann selbständige Gemeinde) und Kimmichsweiler
- 1923: Brühl (von Stuttgart-Obertürkheim)
- 1929: Sirnau (von der Gemeinde Deizisau erworben)
- 1935: Weil
- 1. Mai 1974: Berkheim[20]
- 1. Juli 1974: Zell am Neckar[20]

### Konfessionen

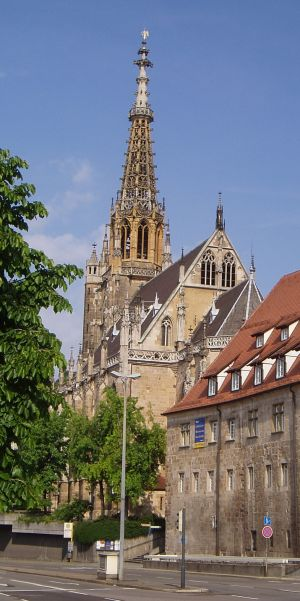
Frauenkirche

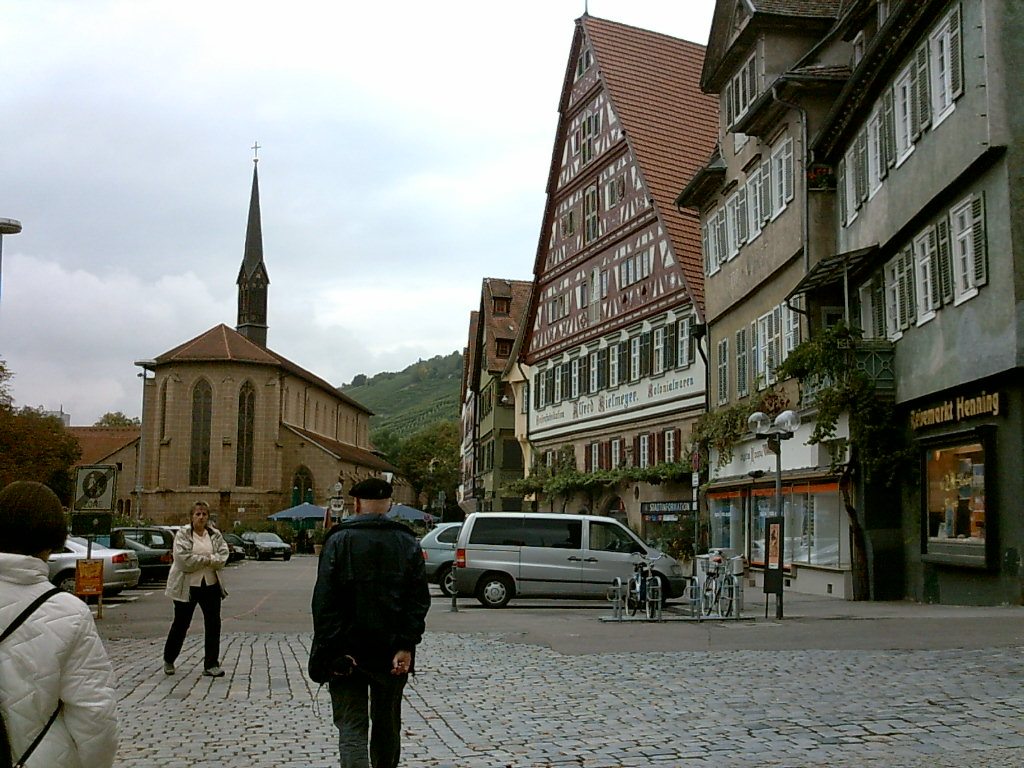
Münster St. Paul und Kielmeyerhaus

Esslingen war seit dem Zeitalter der Reformation überwiegend evangelisch geprägt. Durch den starken Zuzug von Arbeitern infolge der Industrialisierung des 19. Jahrhunderts sowie von Flüchtlingen und Vertriebenen nach dem Zweiten Weltkrieg kamen wieder zahlreiche Katholiken in die Stadt, durch das weitere Wachstum der Industrie in der Zeit nach dem Zweiten Weltkrieg auch andere Konfessionen.
Im Jahr 2012 bekannten sich wieder mehr als 200 Esslinger zum jüdischen Glauben. Die Israelitische Religionsgemeinschaft Württembergs plante damals die Einrichtung eines Gemeindezentrums im ehemaligen Synagogengebäude.
2008 wurde in Esslingen erstmals eine Kirche, die 1952 erbaute evangelische Gartenstadtkirche, aus Kostengründen abgerissen. Laut Jahresstatistik des Standesamtes gab es 2020 566 Kirchenaustritten, das sind, gegenüber dem Rekord-Austrittsjahr 2019, 131 Erklärungen weniger.

#### Konfessionsstatistik
Laut Zensus waren am 9. Mai 2011 23,1 % der Einwohner römisch-katholisch, 32,8 % evangelisch und 44,2 % gehörten anderen Konfessionen oder Glaubensgemeinschaften an oder waren konfessionslos. Die Zahl der Protestanten und die der Katholiken ist seitdem gesunken. Mit Stand 31. Dezember 2019 waren von den Einwohnern 26,4 % evangelisch, 20,4 % katholisch und 53,2 % waren konfessionslos oder gehörten einer anderen Glaubensgemeinschaft an.
Mit Stand 31. Dezember 2020 waren von den Einwohnern 25,8 % evangelisch, 20,1 % katholisch und 54,1 % waren konfessionslos oder gehörten einer anderen Glaubensgemeinschaft an.
Mit Stand 31. Dezember 2023 waren von den Einwohnern 22,8 % evangelisch, 17,6 % katholisch und 59,6 % waren konfessionslos oder gehörten einer anderen Glaubensgemeinschaft an.

## Politik

### Gemeinderat
Der Gemeinderat in Esslingen hat 40 Mitglieder. Die Wahlbeteiligung bei der Kommunalwahl am 9. Juni 2024 lag bei 58,39 % (2019: 54,47 %). Die Wahl führte zu folgendem Ergebnis (mit Vergleich zur Wahl 2019):
| \| Parteien und Wählergemeinschaften \| Parteien und Wählergemeinschaften \| % 2024 \| Sitze 2024 \| % 2019 \| Sitze 2019 \| \| CDU \| Christlich Demokratische Union Deutschlands \| 20,39 \| 8 \| 17,71 \| 7 \| \| Grüne \| Bündnis 90/Die Grünen \| 19,28 \| 8 \| 24,40 \| 9 \| \| SPD \| Sozialdemokratische Partei Deutschlands \| 15,0 \| 6 \| 21,15 \| 8 \| \| Freie Wähler \| Freie Unabhängige Wählervereinigung Esslingen am Neckar e. V. \| 14,51 \| 6 \| 19,54 \| 8 \| \| AfD \| Alternative für Deutschland \| 7,68 \| 3 \| – \| – \| \| FDP \| Freie Demokratische Partei \| 6,29 \| 3 \| 6,57 \| 3 \| \| Linke \| Die Linke \| 5,68 \| 2 \| 6,75 \| 3 \| \| WIR(SE) \| WIR/Sportplätze erhalten \| 4,02 \| 2 \| – \| – \| \| Volt/ÖDP \| Volt/Ökologisch-Demokratische Partei \| 3,63 \| 1 \| – \| – \| \| FÜR Esslingen \| Personenwahlbündnis Fortschrittlich-Überparteilich-Rege FÜR Esslingen \| 2,69 \| 1 \| 3,88 \| 2 \| \| Gesamt \| Gesamt \| 100 \| 40 \| 100 \| 40 \| \| Wahlbeteiligung \| Wahlbeteiligung \| 58,39 % \| 58,39 % \| 54,47 % \| 54,47 % \| | Kommunalwahl 2024 %3020100 19,2815,014,5120,395,686,292,694,023,637,68 GrüneSPDFWCDULinkeFDPFÜRWIR(SE)VoltiAfDGewinne und Verlusteim Vergleich zu 2019 %p 8 6 4 2 0 −2 −4 −6 −8−5,12−6,15−5,03+2,68−1,07−0,28−1,19+4,02+3,63+7,68GrüneSPDFWCDULinkeFDPFÜRWIR(SE)VoltAfDAnmerkungen:i gemeinsam mit der ÖDP Sitzverteilung 2024 im Rat EsslingenInsgesamt 40 Sitze - Linke: 2 - SPD: 6 - Grüne: 8 - Volt: 1 - WIR(SE): 2 - FDP: 3 - FW: 6 - FÜR: 1 - CDU: 8 - AfD: 3 |         |            |         |            |
| Parteien und Wählergemeinschaften | Parteien und Wählergemeinschaften | % 2024  | Sitze 2024 | % 2019  | Sitze 2019 |
| CDU | Christlich Demokratische Union Deutschlands | 20,39   | 8          | 17,71   | 7          |
| Grüne | Bündnis 90/Die Grünen | 19,28   | 8          | 24,40   | 9          |
| SPD | Sozialdemokratische Partei Deutschlands | 15,0    | 6          | 21,15   | 8          |
| Freie Wähler | Freie Unabhängige Wählervereinigung Esslingen am Neckar e. V. | 14,51   | 6          | 19,54   | 8          |
| AfD | Alternative für Deutschland | 7,68    | 3          | –       | –          |
| FDP | Freie Demokratische Partei | 6,29    | 3          | 6,57    | 3          |
| Linke | Die Linke | 5,68    | 2          | 6,75    | 3          |
| WIR(SE) | WIR/Sportplätze erhalten | 4,02    | 2          | –       | –          |
| Volt/ÖDP | Volt/Ökologisch-Demokratische Partei | 3,63    | 1          | –       | –          |
| FÜR Esslingen | Personenwahlbündnis Fortschrittlich-Überparteilich-Rege FÜR Esslingen | 2,69    | 1          | 3,88    | 2          |
| Gesamt | Gesamt | 100     | 40         | 100     | 40         |
| Wahlbeteiligung | Wahlbeteiligung | 58,39 % | 58,39 %    | 54,47 % | 54,47 %    |

Der Gemeinderat besteht aus den gewählten ehrenamtlichen Gemeinderäten und dem Oberbürgermeister als Vorsitzendem. Der Oberbürgermeister ist im Gemeinderat stimmberechtigt.

### Bürgermeister

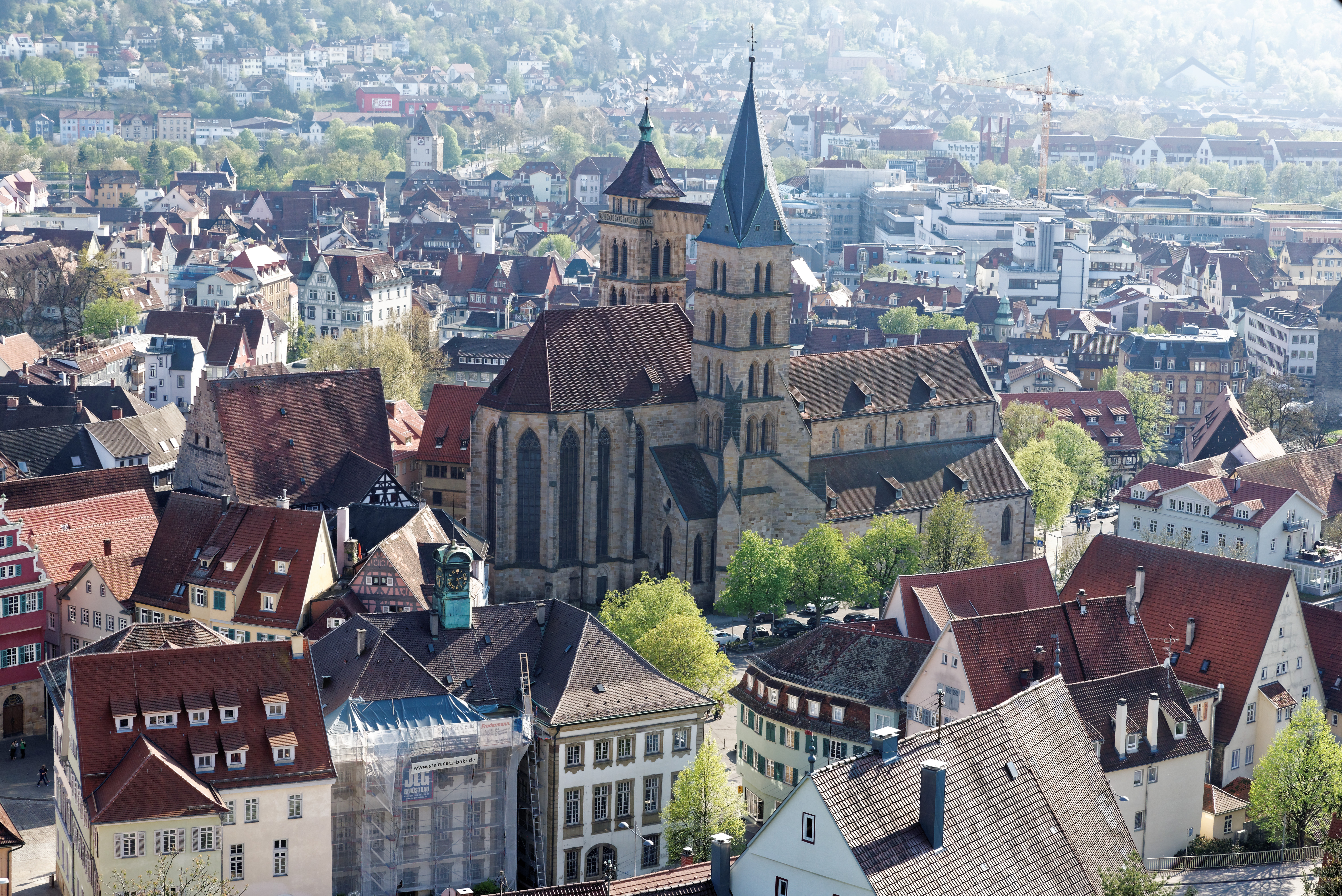
Blick auf den Altstadtkern mit altem und neuem Rathaus sowie der Stadtkirche

An der Spitze der Reichsstadt Esslingen standen teilweise mehrere Bürgermeister und der Rat. Die Mitgliederzahl veränderte sich mehrmals. Ab 1748 gab es nur noch zwei Bürgermeister. In württembergischer Zeit trug das Stadtoberhaupt die Bezeichnung „Stadtschultheiß“, seit 1930 Bürgermeister und mit der Erhebung zur Großen Kreisstadt am 1. April 1956 lautet die Amtsbezeichnung Oberbürgermeister. Dieser wird von den Wahlberechtigten auf acht Jahre direkt gewählt. Er ist Vorsitzender des Gemeinderats. Seit dem 1. November 2021 bekleidet Matthias Klopfer (SPD) das Amt des Oberbürgermeisters und leitet die allgemeine Verwaltung (Dezernat I) der Stadt.
Vom Gemeinderat werden drei Beigeordnete als allgemeine Stellvertreter des Oberbürgermeisters gewählt. Diese sind zurzeit als Erster Bürgermeister Ingo Rust in der Finanzverwaltung (Dezernat III), Bürgermeister Hans-Georg Sigel, der den technischen Bereich (Dezernat II) leitet, und Bürgermeister Yalcin Bayraktar für das Ordnungs-, Sozial-, Kultur- und Schulwesen (Dezernat IV).
Stadtoberhäupter von Esslingen seit 1803
| - 1803–1833: Eberhard Friedrich Honold - 1833–1848: Erhard Conrad Friedrich Weinland - 1848–1873: Amand Erhard von Marchtaler - 1873–1877: Robert Fleischhauer - 1877–1888: Friedrich Nick - 1889: August Weiß - 1889–1892: Karl Schaller - 1892–1929: Max von Mülberger (1912–1918 DP, ab 1918 DDP) - 1930–1933: Ingo Lang von Langen | - 1933–1945: Alfred Klaiber (NSDAP) - 1945: Emil Mackh - 1945–1948: Fritz Landenberger - 1948–1966: Dieter Roser (SPD) - 1966–1989: Eberhard Klapproth - 1990–1998: Ulrich Bauer (SPD) - 1998–2021: Jürgen Zieger (SPD) - seit 2021: Matthias Klopfer (SPD) |

Im März 2021 kündigte Jürgen Zieger an, Ende September 2021 ein Jahr vor dem regulären Ende seiner Amtszeit in den Ruhestand einzutreten. Am 25. Juli 2021 wurde Matthias Klopfer zum neuen Oberbürgermeister gewählt. Er trat sein Amt am 1. November 2021 an.

### Wahlen
Im Bundestag wird Esslingen als Teil des Bundestagswahlkreis Esslingen seit 2002 von Markus Grübel (CDU) (Direktmandat) und seit 2021 von Sebastian Schäfer (Grüne) vertreten. Grübel war von Dezember 2013 bis März 2018 Parlamentarischer Staatssekretär bei der Bundesministerin für Verteidigung und von April 2018 bis Dezember 2021 Beauftragter der Bundesregierung für die weltweite Religionsfreiheit.
Vertreter im Landtag von Baden-Württemberg sind für den Landtagswahlkreis Esslingen Andrea Lindlohr (Bündnis 90/Die Grünen; Direktmandat), Andreas Deuschle (CDU) und Nicolas Fink (SPD). Lindlohr ist seit 2021 Staatssekretärin im Ministerium für Landesentwicklung und Wohnen Baden-Württemberg.

### Bürgerausschüsse
Eine Besonderheit in der Esslinger Kommunalpolitik sind die Bürgerausschüsse. Diese sind ehrenamtliche Vertretungen eines Stadtteils oder einer Gruppe von mehreren Stadtteilen und werden von dessen Bürgern für die Dauer von drei Jahren gewählt. Die nicht geheimen Wahlen finden im Rahmen einer Bürgerversammlung statt, wobei die Wahlen zu Beginn der Veranstaltung durchgeführt werden und nicht Bestandteil der amtlichen Bürgerversammlung sind. Die Bürgerausschüsse dienen der Stadtverwaltung und dem Gemeinderat als Ansprechpartner für die Belange ihres Stadtteils.
Die einzelnen Bürgerausschüsse sind Mitglieder der Arbeitsgemeinschaft der Bürgerausschüsse in der Stadt Esslingen. Die stimmberechtigten Mitglieder der Arbeitsgemeinschaft wählen für die Dauer von drei Jahren einen Vorstand. Am 21. Februar 1991 beschloss die Arbeitsgemeinschaft die Arbeitsweise und den Aufbau der Ausschüsse in einem sogenannten Status.
Als Grundlage für die Zusammenarbeit zwischen den Bürgerausschüssen, dem Gemeinderat und der Verwaltung wurde eine Vereinbarung getroffen. Diese wurde von der Arbeitsgemeinschaft am 17. Juli 1990 gebilligt und vom Gemeinderat am 10. Dezember 1990 genehmigt. Im Juni 2000 wurden sowohl der Status als auch die Vereinbarung redaktionell überarbeitet.
Bürgerausschussbezirke mit Einwohnern:
| Bezirk | Bürgerausschuss                                                           | Einwohner Stand: 30. Juni 2009 |
| ------ | ------------------------------------------------------------------------- | ------------------------------ |
| 1      | Innenstadt                                                                | 17.287                         |
| 2      | Rüdern-Sulzgries-Krummenacker-Neckarhalde (RSKN)                          | 8.940                          |
| 3      | Wäldenbronn-Serach-Hohenkreuz-Obertal                                     | 8.907                          |
| 4      | St. Bernhardt-Kennenburg-Wiflingshausen                                   | 5.426                          |
| 5      | Liebersbronn-Hegensberg-Kimmichsweiler/Oberhof (Bürgerausschuss vom Berg) | 7.334                          |
| 6      | Oberesslingen                                                             | 13.021                         |
| 7      | Sirnau                                                                    | 832                            |
| 8      | Pliensauvorstadt                                                          | 5.927                          |
| 9      | Zollberg                                                                  | 5.083                          |
| 10     | Mettingen-Weil-Brühl                                                      | 5.083                          |
| 11     | Berkheim                                                                  | 7.760                          |
| 12     | Zell                                                                      | 4.164                          |

Bürgerausschussbezirke

Der Bürgerausschuss Innenstadt hat 18 Mitglieder und ist für die Vertretung der Interessen der Innenstadtbewohner zuständig. Er setzt sich für den Erhalt der Lebensqualität ein. Aufgrund der breit gefächerten Aufgaben hat der Ausschuss mehrere Arbeitsgruppen gebildet.

### Wappen und Flagge

Hissflagge
Bannerflagge

| Wappen von Esslingen am Neckar | Blasonierung: „In Gold (Gelb) ein rot bewehrter schwarzer Adler, belegt mit einem von Grün und Rot gespaltenen Brustschild, darin die schwarzen Großbuchstaben C und E.“ |
| Wappen von Esslingen am Neckar | Das Wappen zeigt den seit dem 13. Jahrhundert (1219) geführten reichsstädtischen Adler. Vom 15. Jahrhundert an, kam zunächst von Grün und Braun und seit 1600 von Grün und Rot gespaltener Brustschild als Unterscheidungszeichen zu anderen Reichsstädten hinzu. Dessen Farben sind der Tracht der Stadtmiliz entnommen, wie sie seit dem 15. Jahrhundert getragen wurde, wobei diese anfänglich grün-braun waren. Im 17. Jahrhundert kamen die Buchstaben C und E (= Civitas Esslingensis) hinzu. |

Der früheste noch erhaltene Siegelabdruck ist aus dem Jahr 1232.
Aus dem Wappen leiten sich die Stadtfarben von Esslingen grün und rot ab. Die Stadtflagge wurde 1601 festgelegt.
Über das Dienstsiegel hinaus wird der Adler insbesondere auf amtlichen Bekanntmachungen, Stellenausschreibungen, städtischen Fahnen, Urkunden oder als Abzeichen auf Uniformen (beispielsweise der Freiwilligen Feuerwehr Esslingen oder dem gemeindlichen Vollzugsdienst) verwendet. Darüber hinaus werden der Adler und das Logo der Stadt bei städtischen Druckerzeugnissen und Veröffentlichungen gemeinsam verwendet. Auf städtischem Geschäftspapier ist der Adler mit einer Helligkeit von 10 Prozent großformatig hinterlegt.

### Stadtlogo
Das Logo der Stadt Esslingen am Neckar besteht aus einer Bildmarke und einer Wortmarke. Der Schriftzug Stadt Esslingen am Neckar ist als Wortmarke fester Bestandteil des Logos. Er darf ausschließlich in dieser Form, Schrift und in diesem Schnitt eingesetzt werden. Die Bildmarke besteht aus einem Quadrat, das waagrecht halbiert ist. Die obere Hälfte ist grün und steht für die Landschaft. Die untere Hälfte ist rot und symbolisiert die Stadt. Senkrecht in der rechten Hälfte befindet sich ein oben und unten über das Quadrat hinausragender s-förmiger blauer Strich, der den Neckar symbolisiert.

### Städtepartnerschaften
Esslingen am Neckar hat elf Partnerstädte:
- Coimbatore (Indien); seit 2016
- Eger (Ungarn); seit 1991
- Molodetschno (Belarus); seit 1987
- Neath (Vereinigtes Königreich); seit 1958
- Norrköping (Schweden); seit 1964
- Piotrków Trybunalski (Polen); seit 1992
- Schiedam (Niederlande); seit 1964
- Sheboygan (Vereinigte Staaten); seit 1967
- Udine (Italien); seit 1959
- Velenje (Slowenien); seit 1970
- Vienne (Frankreich); seit 1958

Im Jahre 1971 erhielt Esslingen die Ehrenfahne des Europarates.
Am 7. Januar 2004 erhielt Esslingen die Ehrenplakette des Europarates für „herausragende Leistungen zur Förderung des europäischen Gedankens“ im Zusammenhang mit den zehn Städtepartnerschaften. Sie wurde auf dem Neujahrsempfang dem Oberbürgermeister Jürgen Zieger stellvertretend für die gesamte Esslinger Bürgerschaft überreicht.

### Patenschaft
1979 wurde die Patenschaft für die vertriebenen Deutschen aus der Stadt und dem Kreis Krummau an der Moldau übernommen.

## Wirtschaft und Infrastruktur
Die Unternehmen der Stadt sind hauptsächlich in den Branchen Dienstleistungen, Elektroindustrie, Fahrzeugbau, Maschinenbau, Medien und Verlage und Pneumatik tätig und stellen in Esslingen etwa 56.000 Arbeitsplätze zur Verfügung.
Die Bezirkskammern Esslingen und Nürtingen der IHK Region Stuttgart fusionierten am 1. Januar 2005. Seither hat die Bezirkskammer mit 25.000 Mitgliedern Platz zwei innerhalb der IHK-Region Stuttgart eingenommen und ein größeres Mitspracherecht in der Vollversammlung. Ein weiterer Grund für die Fusion waren Kosteneinsparungen.

### Medien
In Esslingen erscheint als Tageszeitung die Eßlinger Zeitung, welche seit 1973 auf Grundlage eines Gemeinderatsbeschlusses die öffentlichen Bekanntmachungen der Stadt Esslingen publiziert. Der Verlags- und Druckereibetrieb Bechtle mit Sitz im Stadtteil Oberesslingen gibt neben der Eßlinger Zeitung auch die Cannstatter Zeitung und die Untertürkheimer Zeitung heraus. Im Haus entsteht auch die Stuttgarter Ausgabe von Bild, des Weiteren druckt Bechtle die gesamte baden-württembergische Auflage von Bild und Bild am Sonntag.
Das monatliche Stadtmagazin es-presso dient als Veranstaltungskalender und Magazin für eine Zielgruppe zwischen 18 und 35 Jahren.

### Behörden, Gericht und Einrichtungen
Esslingen ist Sitz des baden-württembergischen Landesamts für Denkmalpflege und des Landratsamts Esslingen und beherbergt somit die meisten Dienststellen des Kreises. Die Stadt verfügt über ein Finanzamt und ein Amtsgericht, das zum Landgerichts- und Oberlandesgerichtsbezirk Stuttgart gehört. In Esslingen befindet sich eine Außenstelle des Zentrums für Schulqualität und Lehrerbildung (früher Landesakademie für Fortbildung und Personalentwicklung an Schulen Baden-Württemberg), die die Fortbildung der Lehrer an beruflichen Schulen durchführt.
Die Stadt ist Sitz des Kirchenbezirks Esslingen der Evangelischen Landeskirche in Württemberg und des Dekanats Esslingen-Nürtingen des katholischen Bistums Rottenburg-Stuttgart.

### Bekannte Unternehmen in Esslingen am Neckar
- Bechtle Graphische Betriebe und Verlagsgesellschaft mbH & Co. KG gibt unter anderem die Eßlinger Zeitung heraus. Diese Zeitung ist das offizielle Mitteilungsblatt der Stadt Esslingen.[38]
- Der Automobilkonzern Daimler AG hat in der ehemaligen Lederfabrik Roser in der Pliensauvorstadt ein Schulungszentrum. In Mettingen hat die Firma eine Graugießerei, in der Achsteile, Getriebewellen, Pleuel und jedes Jahr 8,7 Millionen Bremsscheiben hergestellt werden. Bis Mitte 2003 wurden etwa 1,75 Millionen Tonnen Rohmaterial vergossen. Das Werk wurde 1912 von Kaiser Wilhelm II. eingeweiht und zwischenzeitlich immer wieder modernisiert.
- Bauer Gear Motor ist ein Hersteller für Frequenzumrichter und Getriebemotoren.
- Das Unternehmen Robugen GmbH Esslingen stellt pharmazeutische Präparate her.[39]
- Die Firma Eberspächer ist hauptsächlich im Bereich Abgastechnik, Fahrzeugheizungen und Glasbau tätig und hat ihren Stammsitz in Esslingen. Da die Produktionsstätte Esslingen bis Ende 2022 geschlossen[veraltet] und die dortige Produktion von Standheizungen nach Polen verlagert wird verbleibt in Esslingen nachfolgend allein die Konzernzentrale mit entsprechenden Verwaltungsfunktionen.[40]
- Festo, ein Hersteller vor allem von Produkten und Lösungen im Bereich der Automatisierung, hat seinen Hauptsitz in Esslingen.
- Gustav Wahler konzentriert sich auf das Temperatur- und Abgasmanagement von Verbrennungsmotoren. Sie stellt Abgasrückführungs-Ventile, AGR-Leitungen und Thermostate her. Sitz des 1902 gegründeten Unternehmens war Esslingen am Neckar. Zum 1. Januar 2014 wurde das Unternehmen durch die BorgWarner Esslingen GmbH übernommen.
- Hengstenberg ist ein Nahrungsmittelhersteller, bekannt vor allem für eingelegte Produkte wie saure Gurken, Gemüse und Rotkohl aber auch für Sauerkraut und Tafelessig.
- Müller Weingarten entwickelt und baut vor allem mechanische Großanlagen zur Blechumformung. (Fusionierte 2011 mit der Schuler AG)
- Die INDEX-Werke stellen Drehautomaten her.
- Die Kessler Sekt GmbH & Co. KG, die erste deutsche Sektkellerei (gegründet am 1. Juli 1826).
- Der Esslinger Verlag J. F. Schreiber produziert hochwertige Bilderbücher. Das 1831 gegründete Vorgängerunternehmen Schreiber-Verlag war für seine Märchenbücher im gesamten deutschen Sprachraum bekannt.
- Die Friedr. Dick GmbH & Co. KG ist ein Hersteller von Messern, Wetzstählen und anderen Werkzeugen für Köche und Fleischer. Seit 1997 ist der Sitz der Firma im Nachbarort Deizisau.

### Verkehr

#### Luftverkehr

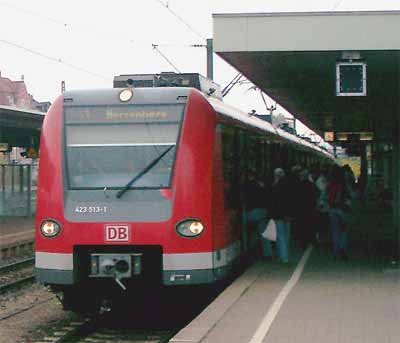
S1 Herrenberg–Stuttgart–Kirchheim Teck, BR 423

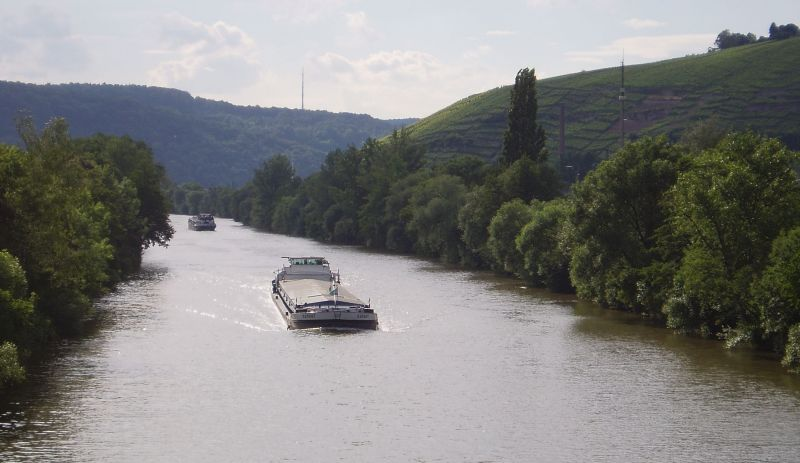
Blick flussabwärts auf den von Schiffen befahrenen Neckar von der Pliensaubrücke in Esslingen

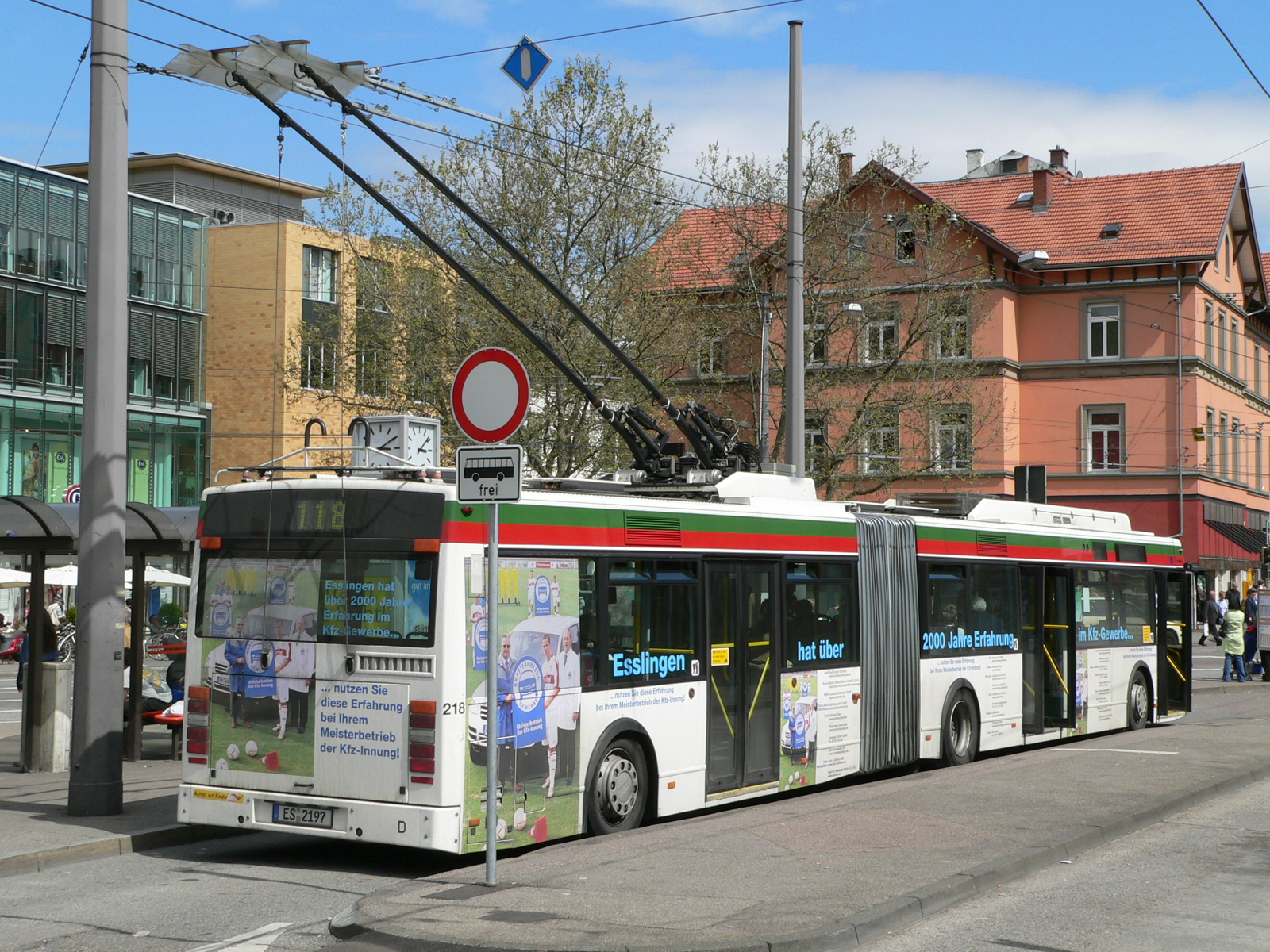
Ein Oberleitungsbus der Linie 118 vor dem Bahnhof

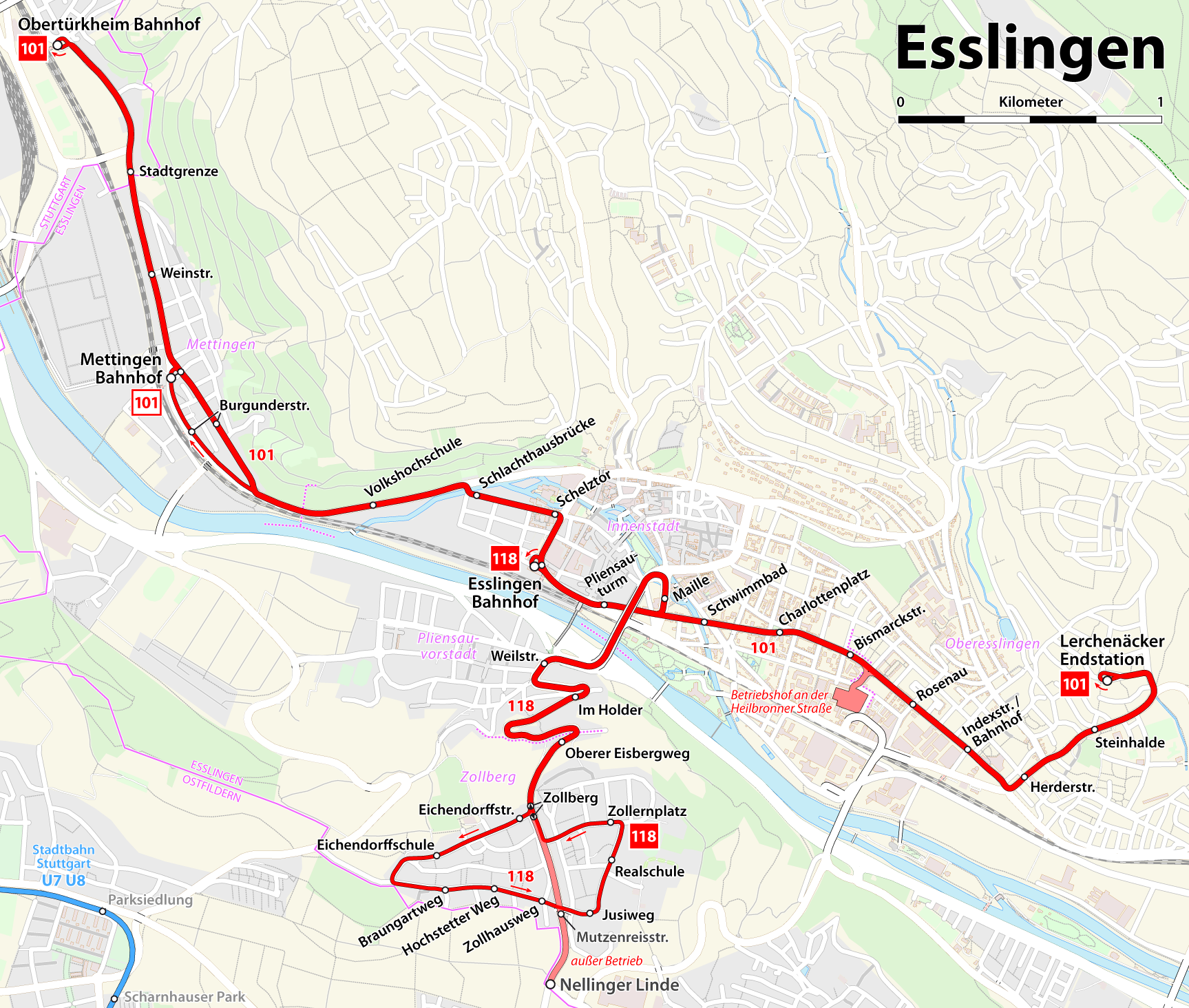
Karte des Esslinger O-Busnetzes

Etwa zehn Kilometer südwestlich der Stadt, auf der Gemarkung der Stadt Leinfelden-Echterdingen, befindet sich mit dem Flughafen Stuttgart der größte Flughafen des Landes Baden-Württemberg.
Eine Airbus-A321 der Lufthansa wurde nach Esslingen benannt. Sie hat ihren Heimatflughafen in Frankfurt.
Etwa 3 km nordöstlich des Stadtzentrums befindet sich das Segelfluggelände Esslingen-Jägerhaus.

#### Straßenverkehr
Esslingen liegt direkt an der B 10, die von Stuttgart bis Süßen (Landkreis Göppingen) vierspurig ausgebaut ist und weiter nach Ulm verläuft.
An der A 8 von Karlsruhe nach München gibt es die Anschlussstelle Esslingen.
Seit 1994 gibt es in Esslingen die Möglichkeit zum Teilen von Kraftfahrzeugen.

#### Schienenfernverkehr
Die Stadt ist durch die Filstalbahn von Stuttgart nach Ulm an das Netz der Deutschen Bahn AG angeschlossen. Im Jahr 2009 wurde ein Intercity-Express auf den Namen Esslingen am Neckar getauft. Regulär erfolgen aber keine Halte von Fernverkehrslinien.

#### S-Bahn und Nahverkehr
Die Linie S1 der S-Bahn Stuttgart, die zwischen Kirchheim unter Teck und Herrenberg pendelt und damit die Verbindung nach Stuttgart gewährleistet, bedient in Esslingen folgende vier Stationen: Mettingen, Esslingen (Neckar), Oberesslingen und Zell. Das Bahnkonzept von Stuttgart 21 sieht zukünftig die Verkürzung der S1 auf den Abschnitt Kirchheim unter Teck–Stuttgart Schwabstraße vor. Außerdem gibt es noch Regionalverkehr in Form des Metropolexpress (MEX) und Regionalexpress (RE), die das Verkehrsangebot von und nach Stuttgart Hbf zusätzlich verdichtet.

#### Direktbus zum Flughafen
Um den Umweg über Stuttgart zu vermeiden, fährt ab dem Esslinger Bahnhof die Buslinie 122 als FilderExpress der Firma GR Omnibus GmbH über Scharnhausen zum Flughafen.

#### Ehemalige städtische Straßenbahn
Die Straßenbahn Eßlingen am Neckar wurde am 24. Mai 1912 eingeweiht. Am 7. Juli 1944 stellte sie nach 32 Jahren den Betrieb ein und wurde durch den Oberleitungsbus Esslingen am Neckar ersetzt. Betreibergesellschaft war die Esslinger Städtische Straßenbahn (ESS), die 1944 anlässlich der Umstellung auf Oberleitungsbus in Städtischer Verkehrsbetrieb Esslingen am Neckar (SVE) umbenannt wurde.

#### Ehemalige Straßenbahn END
Am 18. Dezember 1926 wurde die Straßenbahn Esslingen–Nellingen–Denkendorf in Betrieb genommen. Sie war die letzte Straßenbahn in Deutschland, die vor der großen Stilllegungswelle eine Betriebsgenehmigung erhielt. Seitdem gab es nur noch die Genehmigung von Streckenverlängerungen. Diese Straßenbahn musste eine fünf Kilometer lange Steilstrecke vom Neckartal zu den Orten auf der östlichen Filderebene überwinden. Sie transportierte zunächst insgesamt 153 Millionen Fahrgäste von Denkendorf und danach von Neuhausen bis Esslingen. 1958 bekam die Bahn zwei moderne Großraumzüge. Sie wurde im Februar 1978 stillgelegt.

#### O-Bus und Diesel-Bus
Esslingen gehört neben Solingen und Eberswalde zu den deutschen Städten, in welchen derzeit noch Oberleitungsbusse verkehren. Aktuell betreibt der SVE drei Linien elektrisch:
- 101: Oberesslingen Lerchenäcker Endstation – Esslingen ZOB – Stuttgart-Obertürkheim Bahnhof
- 113: Esslingen ZOB – Zollberg – Berkheim (teilweise mit Batterieantrieb)
- 118: Esslingen ZOB – Zollberg (teilweise mit Batterieantrieb)

Hierfür stehen insgesamt zehn niederflurige Batterie-Hybridoberleitungsbusse des polnischen Unternehmens Solaris zur Verfügung.
Heute besteht der Esslinger Stadtverkehr aus 25 Buslinien, einer Expressbuslinie und drei Nachtbuslinien, die vom SVE (101, 102, 103, 105, 111, 113, 118) und seinem Subunternehmer Rexer (104, 108, 109, 110, 112, 115, 132, 138, N12, N13), von Schlienz-Tours (106, 114, 116, X20, N14) und deren Tochtergesellschaft GR Omnibus (119, 120, 121, 122, 130, 131) sowie von Fischle & Schlienz (140) betrieben werden.

#### Neugestaltung des Bahnhofs
Seit 2004 finden im Zusammenhang mit dem Bau der Südtangente größere Umbauten im Bereich des Bahnhofes mit Kosten in Höhe von insgesamt etwa 7,4 Millionen Euro statt. Vom baden-württembergischen Umwelt- und Verkehrsministerium bekommt die Stadt dafür Fördergelder in einer Höhe von 4,9 Millionen Euro. Bis zum Ende des Jahres 2009 wurde die Neckarstraße auf einen nicht mehr genutzten Bereich des Bahnhofsgeländes verlegt und zur Tangente verlängert. Dem folgte eine großflächige Umgestaltung des Bahnhofsvorplatzes, die inzwischen abgeschlossen ist.

#### Radverkehr
Über eine Alltagsradroute aus dem Radnetz Baden-Württemberg ist Esslingen über den Stadtteil Mettingen mit Stuttgart und in der anderen Richtung über die Stadtteile Oberesslingen und Zell und über die Nachbargemeinde Altbach mit Plochingen verbunden. 
Der Neckartal-Radweg, ein Landes-Radfernweg von Villingen-Schwenningen nach Mannheim, verläuft großteils etwas näher am Neckar als die Alltagsroute. 
Der Hohenzollern-Radweg verläuft vom Bodensee über die hohenzollerischen Städte Sigmaringen und Hechingen und über Rottenburg am Neckar, Denkendorf und Esslingen nach Weinstadt im Rems-Murr-Kreis.
Der Württemberger Weinradweg verläuft von Rottenburg am Neckar nach Niederstetten. In Esslingen ist er großteils mit dem Neckartal-Radweg identisch, zweigt aber in Mettingen ab und führt über Rüdern nach Stuttgart-Uhlbach.
Esslingen ist Mitglied der AGFK (Arbeitsgemeinschaft Fahrrad- und Fußverkehrsfreundlicher Kommunen) in Baden-Württemberg und hat die „Qualitätsstufe“ für eine fahrradfreundliche Kommune erreicht.

### Ver- und Entsorgung

#### Wasserversorgung
Die Stadtwerke Esslingen versorgen die Esslinger Bürger mit Trinkwasser. Das Wasser stammt zu etwa einem Viertel aus dem Bodensee, geliefert von der Bodensee-Wasserversorgung. Der Rest kommt aus dem Donauried und wird über die Landeswasserversorgung bezogen.
Das Abwasser aus dem Esslinger Stadtgebiet wird den Kläranlagen Esslingen-Zell und Stuttgart-Mühlhausen zugeführt.

#### Müllentsorgung
Für die Abfallbeseitigung in Esslingen am Neckar ist der Abfallwirtschaftsbetrieb des Landkreises zuständig. Es bestehen getrennte Sammlungen für Biomüll, Hausmüll und Papier. Verpackungen werden im Rahmen des Grünen Punktes in so genannten gelben Säcken gesammelt. Sperrmüll wird gegen Abgabe eines von zwei Gutscheinen jährlich kostenlos abgeholt oder kann selbst direkt zu einer Entsorgungsstation gebracht werden. Bei den Entsorgungsstationen können auch der Elektronikschrott, Metallschrott und andere wieder verwertbare Stoffe abgeben werden. Für Sondermüll wie zum Beispiel Leuchtstoffröhren, Lacke und Autopflegemittel gibt es besondere Problemstoffsammlungen. Daneben gibt es noch Altglas- und Altkleidercontainer, einige Vereine führen auch Altpapier- und Altkleidersammlungen durch.

### Weinbau

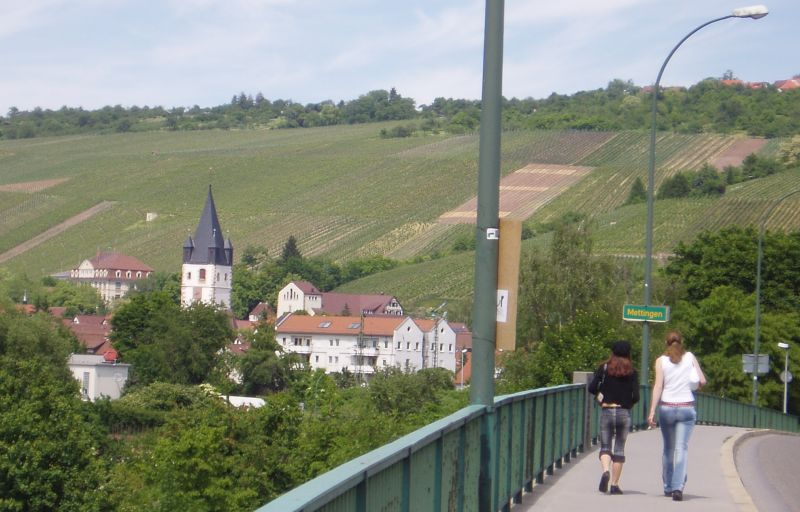
Die Esslinger Weinberge im Stadtteil Mettingen

Der Esslinger Weinbau hat eine lange Tradition. Kein sicherer Nachweis existiert jedoch für die verbreitete Annahme, bereits 778 habe es in der Gegend Weingärten gegeben. Esslingen exportierte den Wein im Hoch- und Spätmittelalter bis ins Elsass und nach Bayern. Im Jahr 1901 wurde die erste Genossenschaft der Stadt gegründet. 1970 schlossen sich die drei Genossenschaften Esslingen, Sulzgries und Mettingen zu einer zusammen, die heute 167 Mitglieder hat.
Auf einer Fläche von 80 Hektar werden über 20 Rebsorten angebaut. Davon befinden sich etwa 30 Hektar auf den südlichen Terrassen am Neckar. Die kleinste Württemberger Einzellage Esslinger Neckarhalde umfasst nur einen Hektar und liegt bei Mettingen. Den Hauptanteil am Esslinger Sortiment bildet mit etwa 70 Prozent der Rotwein. Bis zum Jahrgang 2002 war 30 Jahre lang auf den Flaschen der Reichsadler der Stadt Esslingen zu sehen.

## Bildung
In Esslingen gibt es neben Grundschulen, Gemeinschaftsschulen, Realschulen, Gymnasien und sonderpädagogischen Bildungs- und Beratungszentren auch eine Hochschule: Die Hochschule Esslingen, die 2006 aus der Fusion der Hochschule für Technik und der Hochschule für Sozialwesen entstand. Weiterhin beheimatet die Stadt die Hochschule für Kirchenmusik der Evangelischen Landeskirche in Württemberg, einer Einrichtung der Evangelischen Hochschule für Kirchenmusik Tübingen.
Es gibt folgende Schulen (Stand 2021)
- Grundschulen
  - Eichendorffschule
  - Grundschule Hegensberg-Liebersbronn
  - Herderschule
  - Katharinenschule
  - Lerchenäckerschule
  - Grundschule Mettingen
  - Pliensauschule
  - Schillerschule Berkheim
  - Seewiesenschule mit Hainbachschule
  - Silcherschule
  - Grundschule St. Bernhardt
  - Grundschule Sulzgries[49]
  - Waisenhofschule
  - Freie evangelische Schule Esslingen (fes Esslingen)[50]
- Gemeinschaftsschulen
  - Seewiesenschule
  - Schule Innenstadt Esslingen
- Realschulen
  - Neue Schule Esslingen (Pliensauvorstadt)
  - Realschule Oberesslingen
  - Zollberg-Realschule
  - Freie evangelische Schule Esslingen (fes Esslingen)
- Gymnasien
  - Georgii-Gymnasium
  - Mörike-Gymnasium
  - Schelztor-Gymnasium
  - Theodor-Heuss-Gymnasium
  - Privates Gymnasium für Schüler mit ADHS
- ein sonderpädagogisches Bildungs- und Beratungszentrum:
  - Rohräckerschule Esslingen[51] (Förderschwerpunkte: Lernen, längere Krankenhausbehandlung, Sprache, geistige Entwicklung, körperliche und motorische Entwicklung)

Daneben gibt es ein staatliches Seminar für Didaktik und Lehrerbildung (Gymnasien).
Das Berufsschulzentrum des Landkreises Esslingen in Esslingen-Zell umfasst drei selbständige Schulen: die Friedrich-Ebert-Schule (Technische Schule), die John-F.-Kennedy-Schule (Kaufmännische Schule) und die Käthe-Kollwitz-Schule (Ernährungswissenschaftliche und biotechnologische Schule).
Die Paul-Lempp-Stiftung betreibt in Kennenburg die Evangelische Fachschule für Altenpflege.
Weitere Bildungseinrichtungen in der Stadt sind die Freie Waldorfschule, die Volkshochschule und die Musikschule.

## Freizeit und Sport

### Sportanlagen
Eine der größten sportlichen Einrichtungen Esslingens ist das Eberhard-Bauer-Stadion in Weil. Daneben verfügt Esslingen über eine Kunsteisbahn, mehrere Sporthallen, Sportplätze und Tennisplätze. Eine große Ansammlung von Sportstätten (Tennis, Reiten, Leichtathletik, Fußball, Feldhockey, Radsport, Segelflug, Minigolf, Waldsportpfad, Waldspielplatz) findet sich auf der Schurwaldhöhe am nördlichen Rand der Stadtteile Liebersbronn beziehungsweise Wiflingshausen (im Volksmund „auf dem Jägerhaus“).
Schwimmen ist in der Innenstadt im Merkel’schen Schwimmbad, im städtischen Neckarfreibad und im Freibad und Hallenbad in Berkheim möglich, außerdem betreibt der Schwimmsportverein Esslingen für seine Mitglieder ein eigenes Freibad auf der Neckarinsel.
Für Wanderer und Fahrradfahrer führt je eine ausgeschilderte Rundtour um Esslingen. Für Wanderer gibt es den 27,4 km langen Esslinger Höhenweg und für Radfahrer die 33,2 km lange Tour de Zwiebel.
In Esslingen beginnt der 188 km lange Hohenzollern-Radweg zum Bodensee. Durch Esslingen führt zudem der 410 km lange Neckartal-Radweg, der von Villingen-Schwenningen bis nach Mannheim entlang des Neckars verläuft.

### Bedeutende Vereine
Der TTC Esslingen spielte mit seiner Tischtennis-Herrenmannschaft in den Spielzeiten 1981/82, 1982/83 und 1992/93 in der 1. Bundesliga.
Der KSV Esslingen kämpft sowohl mit der Damen- als auch mit der Herrenmannschaft in der 1. Judo-Bundesliga.
Der SSV Esslingen spielt sowohl mit der Damen- als auch mit der Herrenmannschaft in der Deutschen Wasserball-Liga.
Die ESG Esslingen wurde in den 1990er Jahren vier Mal deutscher Meister im Fraueneishockey und stellte mehrere Vizemeister im Eiskunstlauf.
Die Turnerschaft Esslingen 1890 spielte sowohl in der Hallenhandball-Bundesliga (1968/69, 1969/70) als auch in der Feldhandball-Bundesliga (1970).
Der TSV RSK Esslingen e. V. (Turn- und Sportverein Rüdern Sulzgries Krummenacker), gegründet 1900, mit zahlreichen Abteilungen wie Fußball, Tischtennis, Leichtathletik, Ski, Schach, Handball, Gesundheitssport und weiteren, gehört zu den größten Sportvereinen in Esslingen.
Der TSV Berkheim 1895 e. V. turnt mit seiner ersten Mannschaft Gerätturnen weiblich in der 2. Bundesliga.

## Kultur und Sehenswürdigkeiten

### Mittelalterliche Fachwerkhäuser

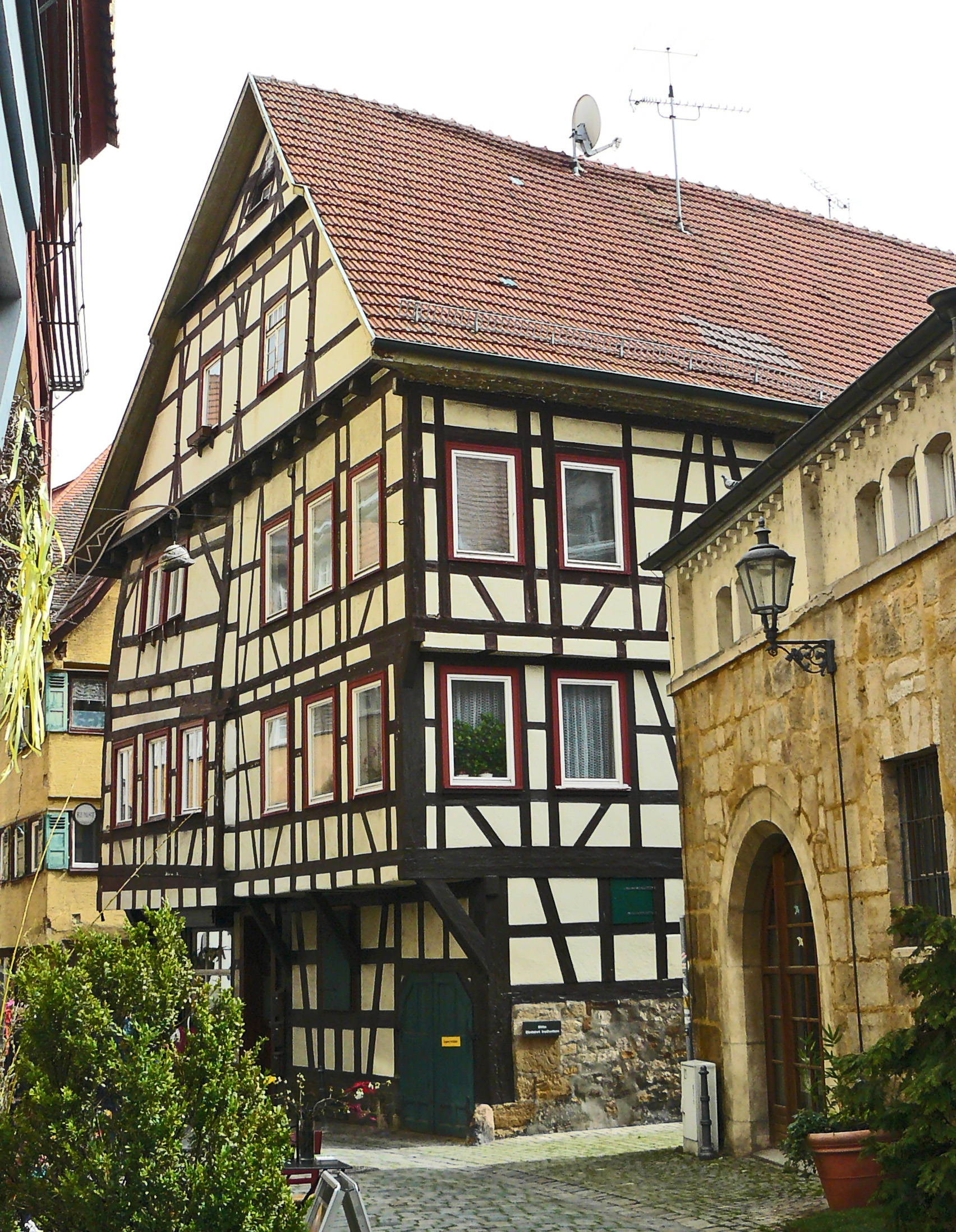
Webergasse 8

Esslingen ist neben Limburg an der Lahn und Göttingen eine Stadt, in der die ältesten Fachwerkhäuser Deutschlands stehen und in der mittelalterlicher Wohnbau in größerem Zusammenhang studiert werden kann. Die Heugasse 3 von 1262/63, die Webergasse 8 von 1266/67 und die Webergasse 7 von 1267 gelten als die bislang ältesten dendrochronologisch datierten Fachwerkhäuser Deutschlands. Sämtliche Entwicklungsstufen des alemannischen Fachwerks lassen sich allein durch Esslinger Beispiele belegen, und bis vor wenigen Jahren war Esslingen überhaupt die einzige Stadt, in der alemannische Fachwerkbauten aus dem 13. und 14. Jahrhundert bekannt waren; seitdem wurden auch nur Einzelobjekte in Nürnberg (1338), Nördlingen (1367) und Geislingen an der Steige (1397) entdeckt. Die Entdeckung dieser Fachwerkschätze ist aber teuer erkauft, denn beim Abriss des Hauses Hafenmarkt 2 traten ungewöhnliche altertümliche Baukonstruktionen zu Tage. Eine dendrochronologische Untersuchung ergab nicht nur das Baujahr 1328 für Nr. 2, sondern zeigte auch, dass die gesamte Zeile Nr. 2–10 bis 1333 errichtet worden war. Durch den Abriss wurde die älteste erhaltene Häuserzeile Deutschlands angebrochen. Die Häuser Heugasse 3 von 1262/63, die Webergasse 8 von 1266/67 und die Webergasse 7 von 1267 sind die ältesten erhaltenen Fachwerkhäuser Deutschlands, wobei nur bei Webergasse 8 das Fachwerk nicht komplett verputzt ist. Sie könnten diesen Rekord auf Dauer halten, weil bis zu dieser Zeit Pfostenhäuser gebaut wurden. Die tragenden Pfosten wurden in die Erde eingegraben und verfaulten nach 30 bis 50 Jahren in Höhe der Erdoberfläche, so dass mit Fachwerk vor 1200 nicht mehr gerechnet werden kann. Erst nachdem die in der zweiten Hälfte des 13. Jahrhunderts die tragenden Pfosten nicht mehr eingegraben wurden, sondern als Ständer auf Steine oder Mauersockel stellte, wurde die Lebensdauer der Häuser auf Jahrhunderte verlängert.
Beim Fachwerkstil danach, gekennzeichnet durch zwei kurze Streben an Kopf und/oder Fuß des Ständers, ist das kurz vor 1430 errichtete Alte Rathaus das bedeutendste und größte Monument dieser Art. Es handelt sich dabei offensichtlich um einen Übergangsstil, der nur zwischen ca. 1415 und 1435 gebaut wurde und den man durchaus als Esslinger Rathausstil bezeichnen könnte. Die weitere Entwicklung mit nur einer Strebe am Ständer, dem sog. Schwäbischen Mann, zeigen das Rathaus in Markgröningen und der Alte Bau in Geislingen (1445). Dieser Stil blieb in Schwaben dann für die nächsten 100 Jahre unverändert.

### Theater
1804 wurde in Esslingen am Ottilienplatz in der ehemaligen Aegidienkapelle die erste feste Bühne eingerichtet, auf der wohl zunächst nur einfache Stücke gespielt wurden. Sie hatte noch kein festes Ensemble. 1982 wurde das neue Schauspielhaus als Ersatz für die 1864 in der Strohstraße eröffnete Spielstätte eröffnet.
Neben dem Schauspielhaus in der Strohstraße gibt es noch das Studio am Blarerplatz für Kinder- und Jugendtheater und das Theater am Zollberg, das vor allem für kleinere Studioproduktionen genutzt wird. Gespielt werden zeitgenössische Stücke und Klassiker, Musicals und Stücke für Jugendliche und Kinder.
Die Kultur des literarischen Puppenspiels (speziell: Marionettentheaters) wird im von Wilhelm Preetorius gegründeten LIMA-Theater gepflegt. Darüber hinaus sind das Kabarett der Galgenstricke und seit 2018 das Central-Theater Spielorte für freies Theater in Esslingen.

### Film und Kino
- Central-Theater Esslingen, gegründet 1913, ältestes erhaltenes Kino Baden-Württembergs
- Kommunales Kino Esslingen, gegründet 1981[60]
- Traumpalast Esslingen, gegründet 2002[61]

### Museen
- Das Stadtmuseum im Gelben Haus zeigt die Stadtgeschichte vom frühen Mittelalter bis in die Gegenwart.
- Das Archäologische Museum St. Dionys unter der Stadtkirche St. Dionys widmet sich den mittelalterlichen Ausgrabungen der Stadt
- Das J.-F.-Schreiber-Museum zeigt die Geschichte des Verlages sowie dessen Produkte.
- Villa Merkel, städtische Galerie mit wechselnden Ausstellungen in einer ehemaligen Unternehmervilla.

Ferner gibt es eine Vielzahl von Heimat-, Vereins- und Firmenmuseen.

### Archive
Seit 2021 gibt es in Esslingen nur noch ein öffentliches Archiv, das Stadtarchiv Esslingen (Georg-Christian-von-Kessler-Platz 10). Das Kreisarchiv Esslingen (zuvor im Landratsamt) zog in diesem Jahr nach Plochingen.

### Gedenkstätten
- Seit 1956 erinnert die Nikolauskapelle als Ehrenmal und Gedenkstätte an die Opfer des Krieges, darunter die ermordeten KZ-Häftlinge.
- Seit 1982 wird im Theodor-Rothschild-Haus mit einer Gedenktafel an den jüdischen Reformpädagogen erinnert, der ein Opfer der Shoa wurde.[16]

### Tag des offenen Denkmals 2008
Am 14. September 2008 war Esslingen Ort der bundesweiten Eröffnung des Tags des offenen Denkmals. Unter dem Motto Vergangenheit aufgedeckt – Archäologie und Bauforschung wurde in diesem Jahr der thematische Schwerpunkt auf Arbeit und Arbeitstechniken der Archäologie bei der Untersuchung und Erforschung alter Baudenkmäler von der Steinzeit bis in die Neuzeit gelegt. Mehr als 70 Denkmäler und archäologische Arbeitsstätten wurden für Besucher geöffnet und boten die Möglichkeit, an Führungen und Vorträgen teilzunehmen.

### Regelmäßige Veranstaltungen

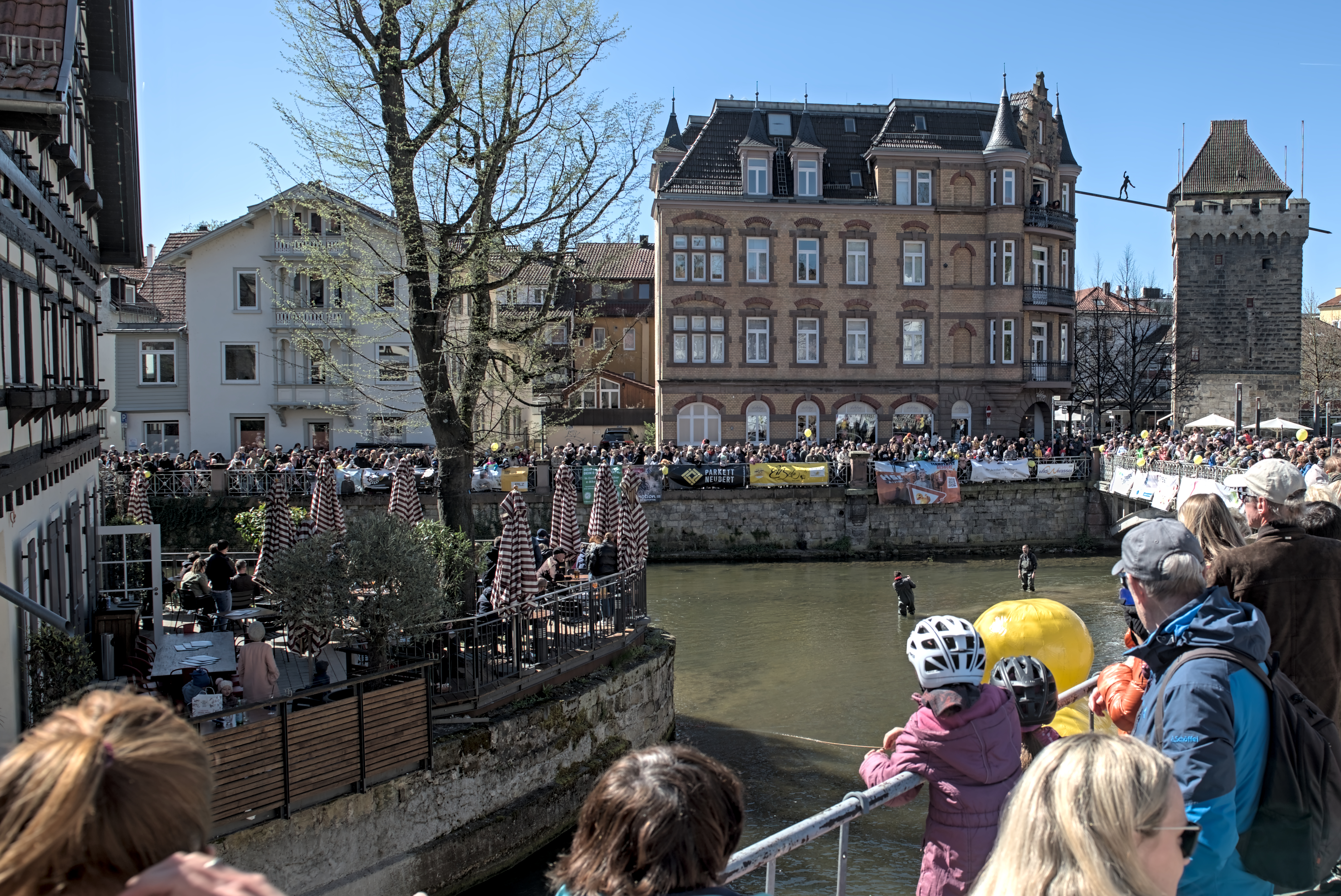
Esslinger Frühling 2025

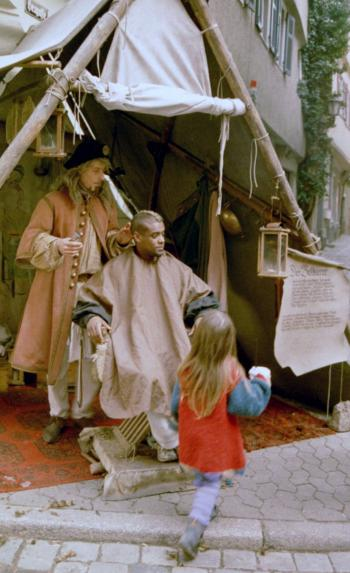
Friseur

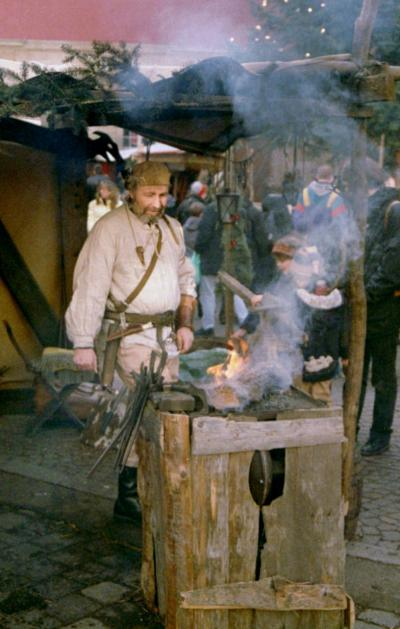
Schmied

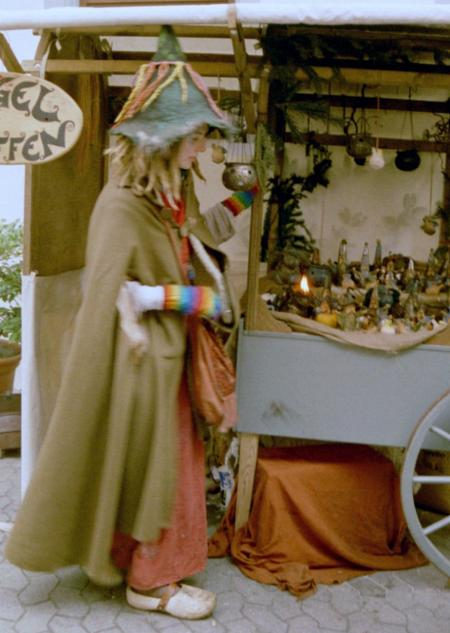
Verkaufsstand

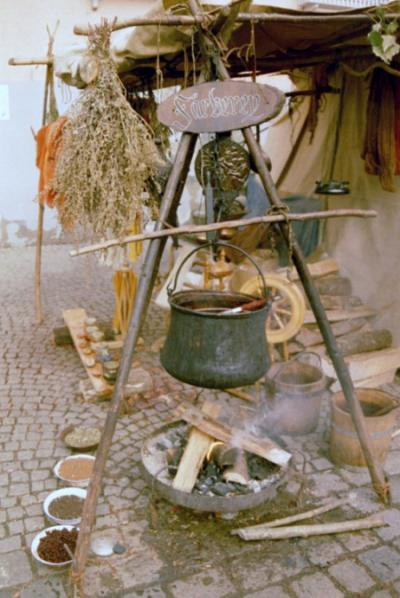
Färberei

Die größten Veranstaltungen in Esslingen sind
- im Frühjahr:
  - der Esslinger Frühling mit den Esslinger Gartentagen
  - der Kunst- und Handwerkermarkt
  - das Podium Esslingen
  - das Rock for one world – Musikfestival als Benefizveranstaltung

- im Sommer:
  - das Bürgerfest mit dem Schwörtag am ersten Wochenende im Juli
  - der EZ-Lauf, ein Stadtlauf über 10 km Anfang Juli
  - das Erdbeerfest
  - das Zwiebelfest (bis 2018, seit 2022 ESTiVAL)
  - das Burgfest mit Open-Air-Kino und Open-Air-Konzerten
  - Freilichttheater der Württembergischen Landesbühne

- im Herbst:
  - das Weinfest
  - der Kunst- und Handwerkermarkt
  - die LesArt
  - Jazzfestival Esslingen

- im Winter:
  - der Weihnachts- und Mittelaltermarkt
  - der Kunstmarkt im Alten Rathaus
  - das Youth Against Antisemitism
  - der Heilige Vormittag

Vom städtischen Kulturamt wird in jedem Jahr eine Veranstaltungsreihe organisiert, um ein Thema aus unterschiedlichen Blickrichtungen zu beleuchten:
- 1999: Der 50. Jahrestag der Verkündigung des Grundgesetzes in Deutschland
- 2002: Der Verlust der Esslinger Reichsunmittelbarkeit vor 200 Jahren
- 2003: 40 Jahre Beatmusik
- 2004: Fußball: vor 50 Jahren (Wunder von Bern) und vor 30 Jahren wurde Deutschland Fußballweltmeister

#### Bürgerfest und Schwörtag
Der Schwörtag mit dem anschließenden Bürgerfest findet jedes Jahr am ersten Wochenende im Juli statt. In den Straßen und auf den Plätzen wird Musik gemacht, Vereine organisieren Vorführungen und bieten Speisen und Getränke an. Samstags findet der größte Flohmarkt Esslingens mit hunderten von meist privaten Ständen statt.
Der Schwörtag war von 1392 bis 1801 ein zentrales Ereignis in Esslingen. In einem feierlichen Rechtsakt wurden die Rechte zwischen Gemeinde und Magistrat beschworen. Aus dem Statutenbuch, dem „größten öffentlichen Heiligtum der Gemeinde“, wurde vorgelesen. Bürgermeister, Rat und Bürgerschaft gelobten sich gegenseitig Treue und Gehorsam und bekräftigten das mit einem Schwur. Damit verbunden war immer ein großes Volksfest, das Menschen aus ganz Schwaben anzog.

#### Esslinger Weihnachts- und Mittelaltermarkt
1997 wurden neben dem Neuen Rathaus die ersten mittelalterlichen Marktstände aufgestellt, als Parallele zum bereits seit einigen Jahren stattfindenden Weihnachtsmarkt. Inzwischen werden an zahlreichen Ständen jedes Jahr im Dezember auf dem Marktplatz wie vor vielen hundert Jahren die Waren angepriesen. Die Fachwerkhäuser in der Umgebung mit dem alten und dem neuen Rathaus und dem historischen Hafenmarkt als weiterem Schauplatz verleihen dem Spektakel eine einzigartige Atmosphäre. Es werden alte Handwerkstechniken gezeigt. Der Esslinger Mittelaltermarkt ist in den letzten Jahren immer weiter gewachsen und zur Attraktion für Touristen aus Baden-Württemberg und den umliegenden Ländern geworden. Seit dem zehnjährigen Jubiläum des Mittelaltermarktes im Jahre 2006 gibt es jedes Jahr zur Wintersonnwende einen Fackelumzug zur Esslinger Burg.

### Geschichte
- Karl Pfaff: Geschichte der Reichsstadt Eßlingen, Verlag der Dannheimer’schen Buchhandlung, 1840[63] (2. verbesserte und erweiterte Auflage, Carl Weychardt, 1852)[64]
- Otto Wurster: Eßlinger Heimatbuch für Stadt und Umgebung. Bechtle, Eßlingen 1931.
- Otto Borst: Geschichte der Stadt Esslingen am Neckar. 1977; 3. Auflage. Bechtle, Esslingen 1978, ISBN 3-7628-0378-1.
- Dorothee Bayer: Esslinger Heimatbuch. Schmidt, Esslingen 1982, ISBN 3-922360-03-3.
- R. Christlein: Waffen aus dem völkerwanderungszeitlichen Grabfund von Esslingen-Rüdern. In: Germania 50. 1972, S. 259–263.
- Rainer Jooß: Esslingen im Mittelalter. 1976.
- R. Koch: Katalog Esslingen II. Die merowingischen Funde (Das Gräberfeld von Sirnau und die Funde von Berkheim, Mettingen und Oberesslingen). Stuttgart 1969 (= Veröffentlichung des Staatlichen Amts für Denkmalpflege Stuttgart; A, 14/2).
- Lutz Reichardt: Ortsnamenbuch des Kreises Esslingen. Kohlhammer, Stuttgart 1982, ISBN 3-17-007276-5 (Veröffentlichungen der Kommission geschichtliche Landeskunde Baden-Württemberg Band 98).
- Joachim Hahn: Jüdisches Leben in Esslingen. Geschichte, Quellen und Dokumentation. Esslinger Studien. Schriftenreihe Band 14. Esslingen 1994, ISSN 0425-3086
- Die Maschinenfabrik in Esslingen: 1846–1965; eine Fabrik verändert die Stadt, herausgegeben durch die Esslinger Bank, Esslingen 1991, DNB 931490227 (= Schriftenreihe Esslingen – Geschichte, Persönlichkeiten, Wirtschaft, Band 8).
- Jürg Arnold: Das Erbrecht der Reichsstadt Esslingen. Mueller & Graeff, Stuttgart 1965 (Zugleich Dissertation Universität Tübingen, 1964).
- Christian Ottersbach: Die Esslinger Burg. (= Der historische Ort, Band 106). Kai Homilius Verlag, Berlin 2000, ISBN 3-89706-105-8.
- Hartmut Schäfer: Stadt-Findung. Geschichte – Archäologie – Bauforschung in Esslingen. Theiss, Stuttgart 2001, ISBN 3-8062-1684-3.
- Walter Bernhardt, Hans Koepf: Die Pfleghöfe in Esslingen. Sigmaringen 1982.
- Michaela Jansen: Die Umgestaltung von Marktorten zur Stadt. Das Beispiel Esslingen. In: Mitteilungen der Deutschen Gesellschaft für Archäologie des Mittelalters und der Neuzeit 15.2004. (PDF)
- B. Röhm: Esslinger Filialen: Geschichten, Häuser und Bewohner um 1700 bis nach 1900. 11 Bände.
- Christine Giersberg: Esslinger Sagen und Legenden (Hörbuch), John Media, Schwaig 2009, ISBN 978-3-942057-00-4.

### Allgemeines
- Amtsgericht Esslingen. Finanzministerium Baden-Württemberg, Juni 2004.
- Beschreibung des jährlichen Schwörtags der Reichsstadt Esslingen. Faksimiledruck, Buchhandlung H. Th. Schmidt Esslingen, ISBN 3-922360-02-5.
- Die Uhr am Alten Rathaus in Esslingen. Stiftung Esslinger Kulturpreis, ISBN 3-87437-471-8.
- Es war einmal am Pliensauturm in Esslingen am Neckar. Fanfarenzug Blau-Weiß Esslingen.
- Esslingen am Neckar – Kunsthistorischer Stadtführer. Bechtle, Esslingen 2001, ISBN 3-7628-0564-4.
- Esslingen am Neckar – Offizieller Stadtführer. Bechtle, Esslingen 2004, ISBN 3-7628-0485-0.
- Esslingen am Neckar – Fotos und Texte. Lichtbildnergruppe Esslingen, 2003, Buchhandlung Stahl Esslingen.
- Holger Starzmann: Esslingen – Junge „Alte Stadt“ am Neckar. Josef Fink, Lindenberg 2003, ISBN 3-89870-083-6.
- Freizeitkarte Kreis Esslingen. F. v. Wagner & Mitterhuber, Fellbach b. Stuttgart 1984, ISBN 3-8164-1657-8.
- Werner May: Ha, woisch no? Geschichten aus dem alten Esslingen. Wartberg, Gudensberg-Gleichen 2003, ISBN 3-8313-1379-2.
- Siegfried Stötzer: Mittelalterliche Fachwerkschätze und bürgerliche Baukunst in Esslingen a. N. aus der Zeit vor 1550. Selbstverlag, Altbach 2003.
- Joachim Schäfer: Koordination von Aktivitäten – Drei Jahre Jugendaktionskreis Esslingen (JAK). In: Norbert Kühne: Wir arbeiten mit Jugendlichen. Achenbach Verlag, Gießen 1975, ISBN 3-87958-126-6, S. 100–127.
- Egon Schreitle: Schurwald, Eßlingen, Filder. Theiss, Stuttgart 1998, ISBN 3-8062-1344-5.
- Stadtplan Esslingen. F. v. Wagner & Mitterhuber, Fellbach b. Stuttgart 1984, ISBN 3-8164-7300-8.
- Ursula Rojnica, Wilfried Lips: Unterwegs im alten Esslingen. Wartberg, Gudensberg-Gleichen 2000, ISBN 3-86134-695-8.
- Rainer Lotz: Esslingen (Reihe Archivbilder). Sutton, Erfurt 2007, ISBN 978-3-86680-136-3.
- Ulrich Bauer: Gesamtanlage Esslingen am Neckar. In: Denkmalpflege in Baden-Württemberg, 22. Jg. 1993, Heft 1, S. 80–84. (PDF; 560 KB).